# Schweizer Truppen in spanischen Diensten

Wappen Josephs I.

Dreissig Schweizer Truppen in spanischen Diensten (zwei davon nicht reguläre Einheiten) unterstützten nacheinander zwei Königsdynastien und kurzzeitig einen Herrscher von Napoleons Gnaden.
Von 1574 bis 1700 dienten sie den spanischen Habsburgern und von 1700 bis 1835 den ihnen auf dem Throne Spaniens nachfolgenden spanischen Bourbonen. Kurzzeitig, 1808, wurden zwei davon von dem durch seinen Bruder, Napoleon Bonaparte, eingesetzten König Joseph I. zwangsverpflichtet.
Schweizer Truppen in fremden Diensten hiess der von Behörden der Schweizer Eidgenossenschaft mit Staatsverträgen geregelte Solddienst von geführten, ganzen Truppenkörpern im Ausland.
Diese Verträge enthielten ein Kapitel, das die militärischen Angelegenheiten regelte: die sogenannte Kapitulation (oder Privatkapitulation, wenn einer der Vertragspartner ein privater Militärunternehmer war).

## Übersicht der Schweizer Truppen in spanischen Diensten

Habsburger
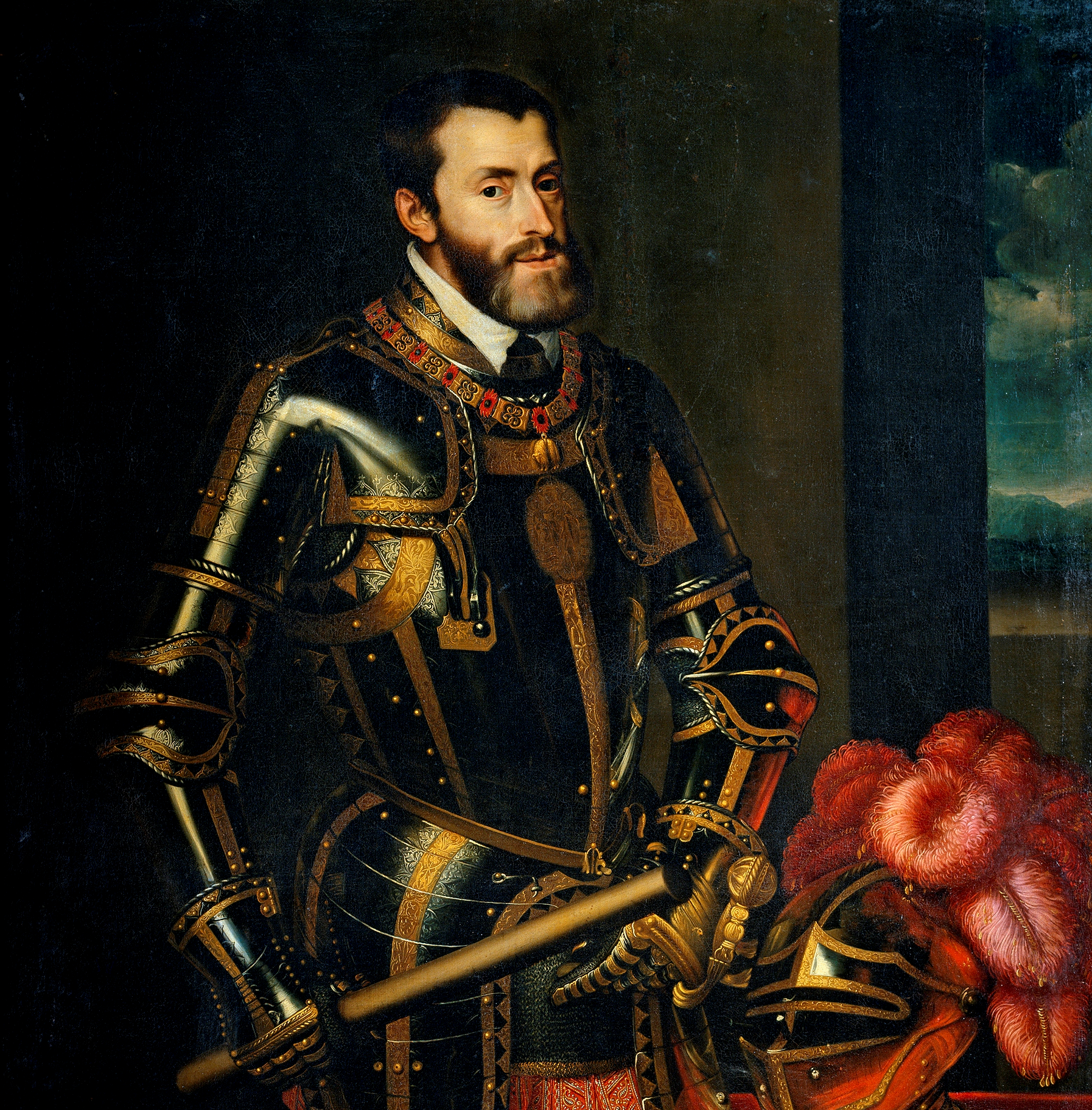
Karl V.
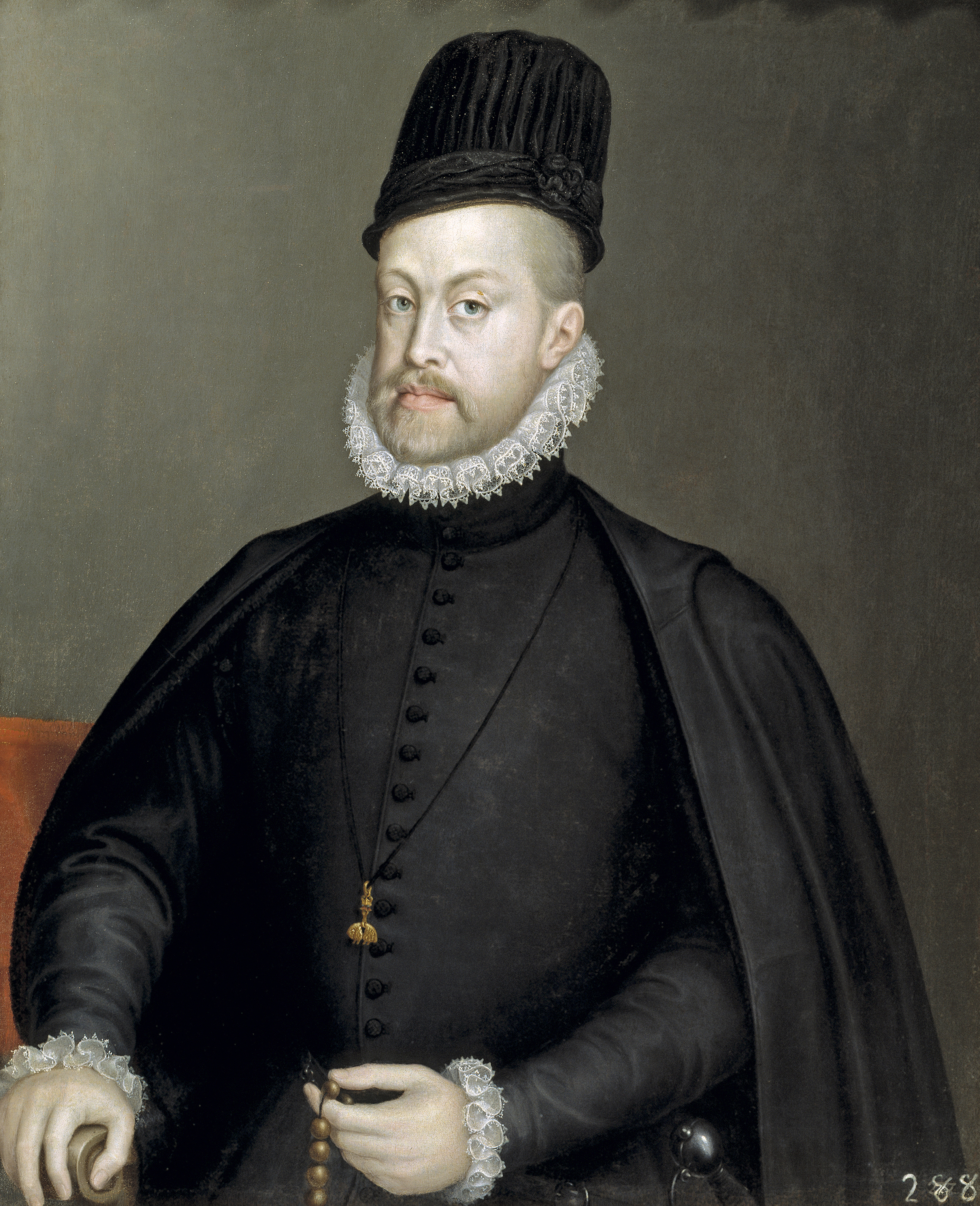
Philipp II.
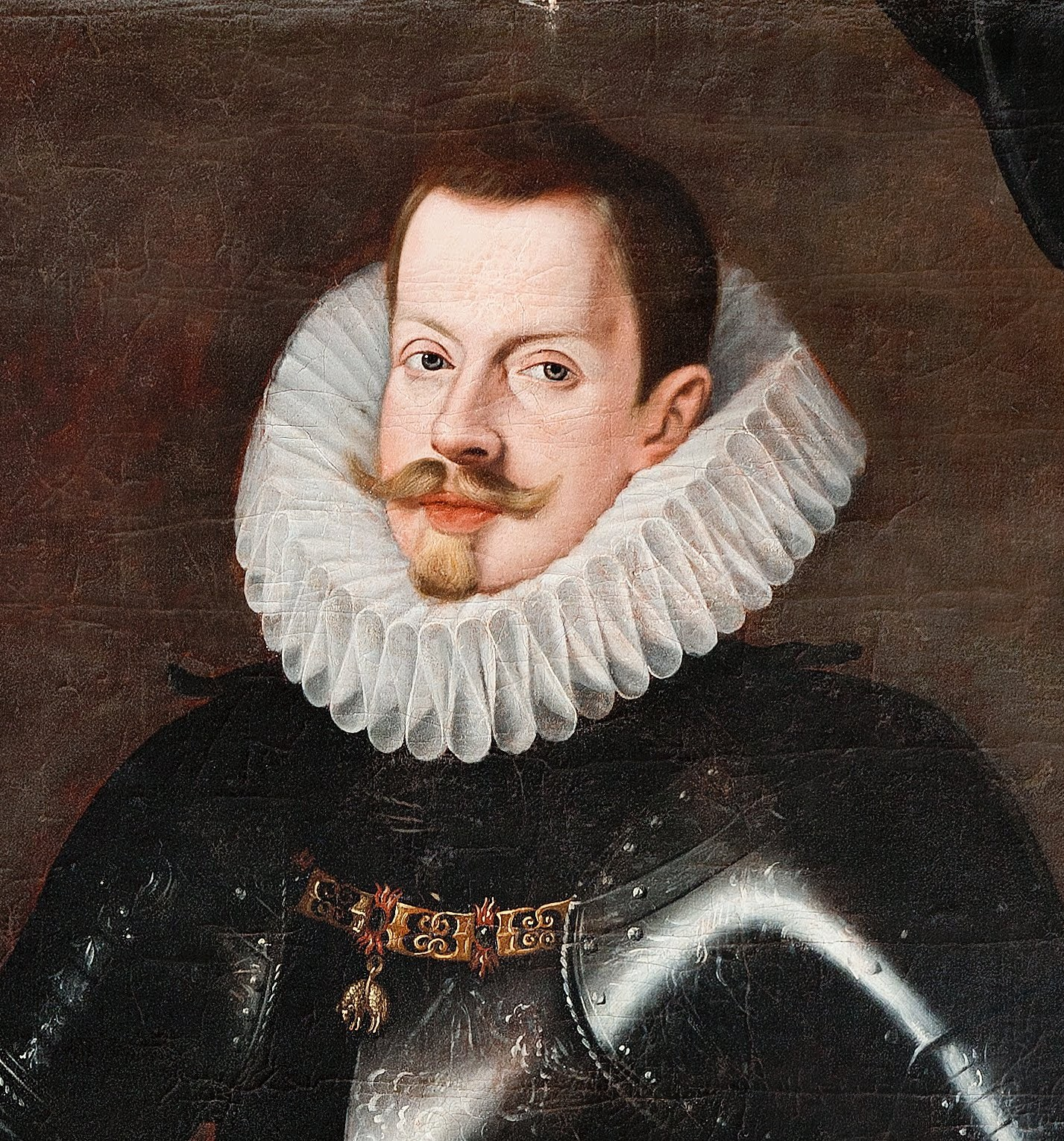
Philipp III.
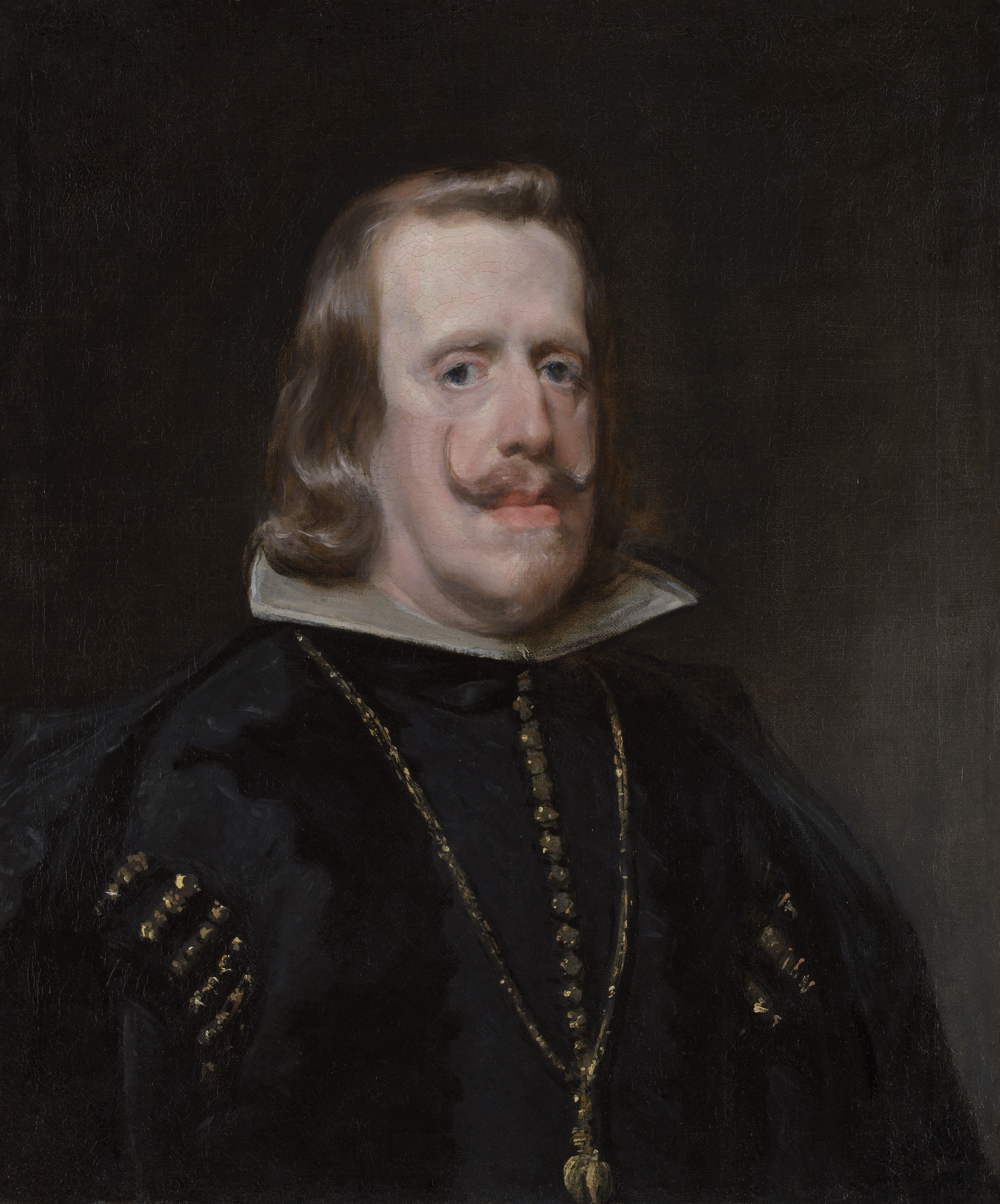
Philipp IV.
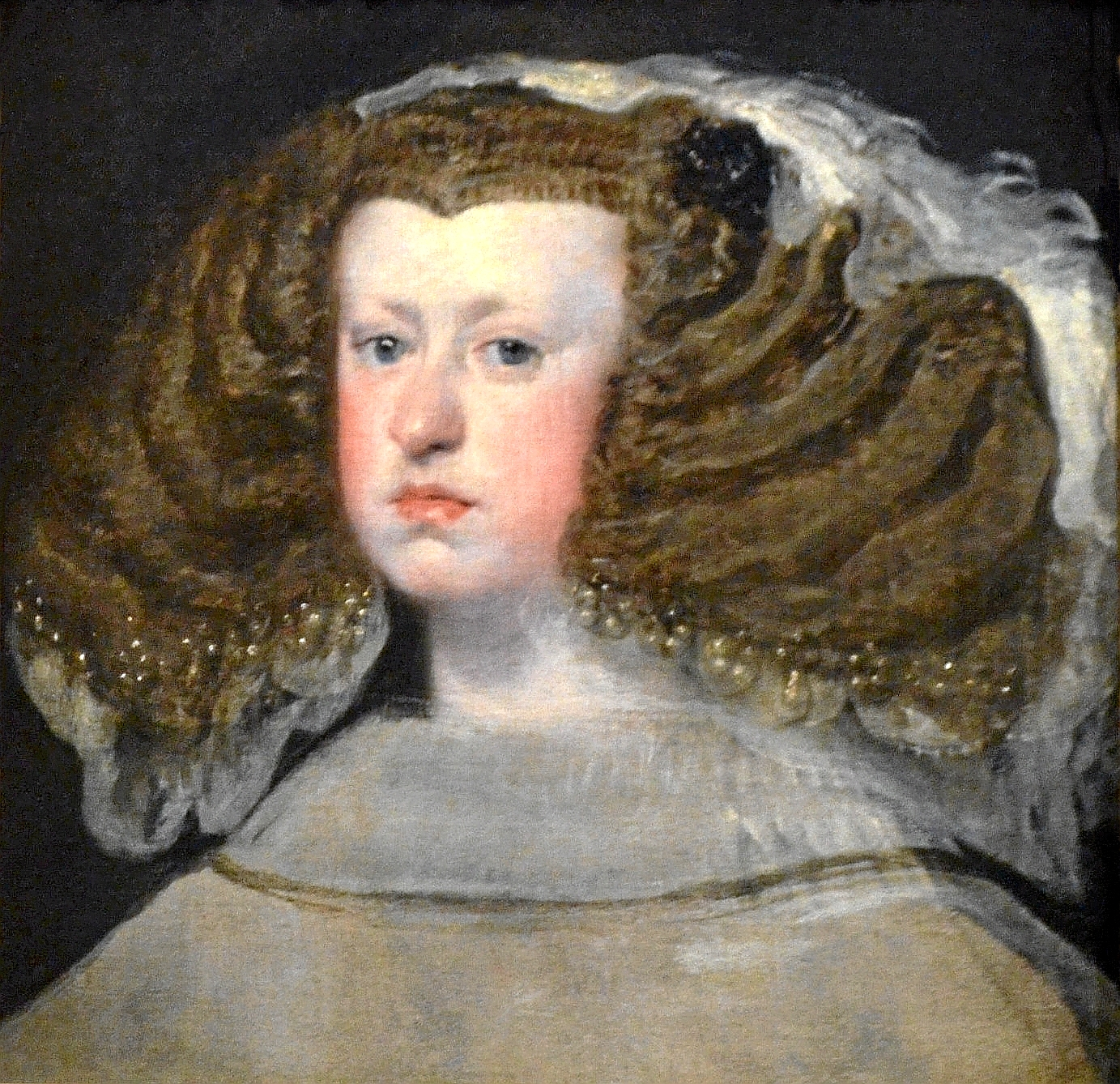
Maria Anna
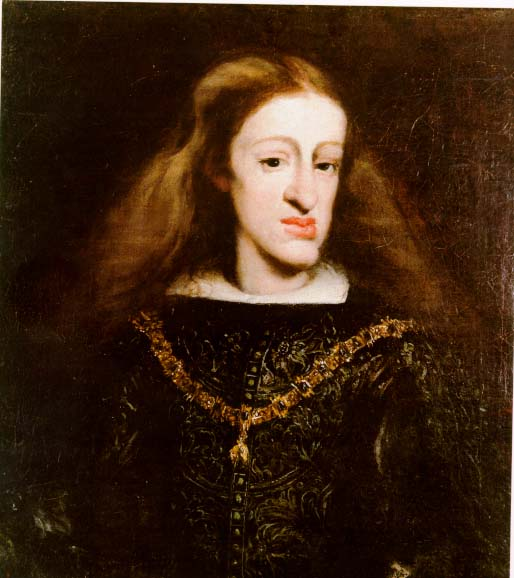
Karl II.

Bourbonen
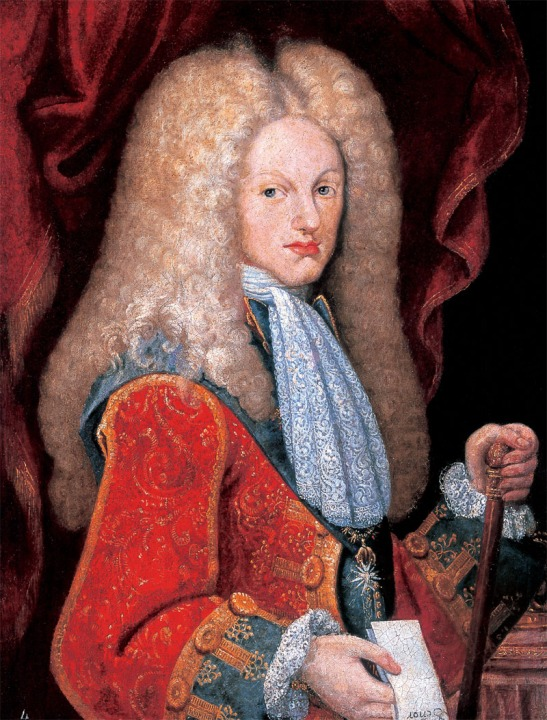
Philipp V.
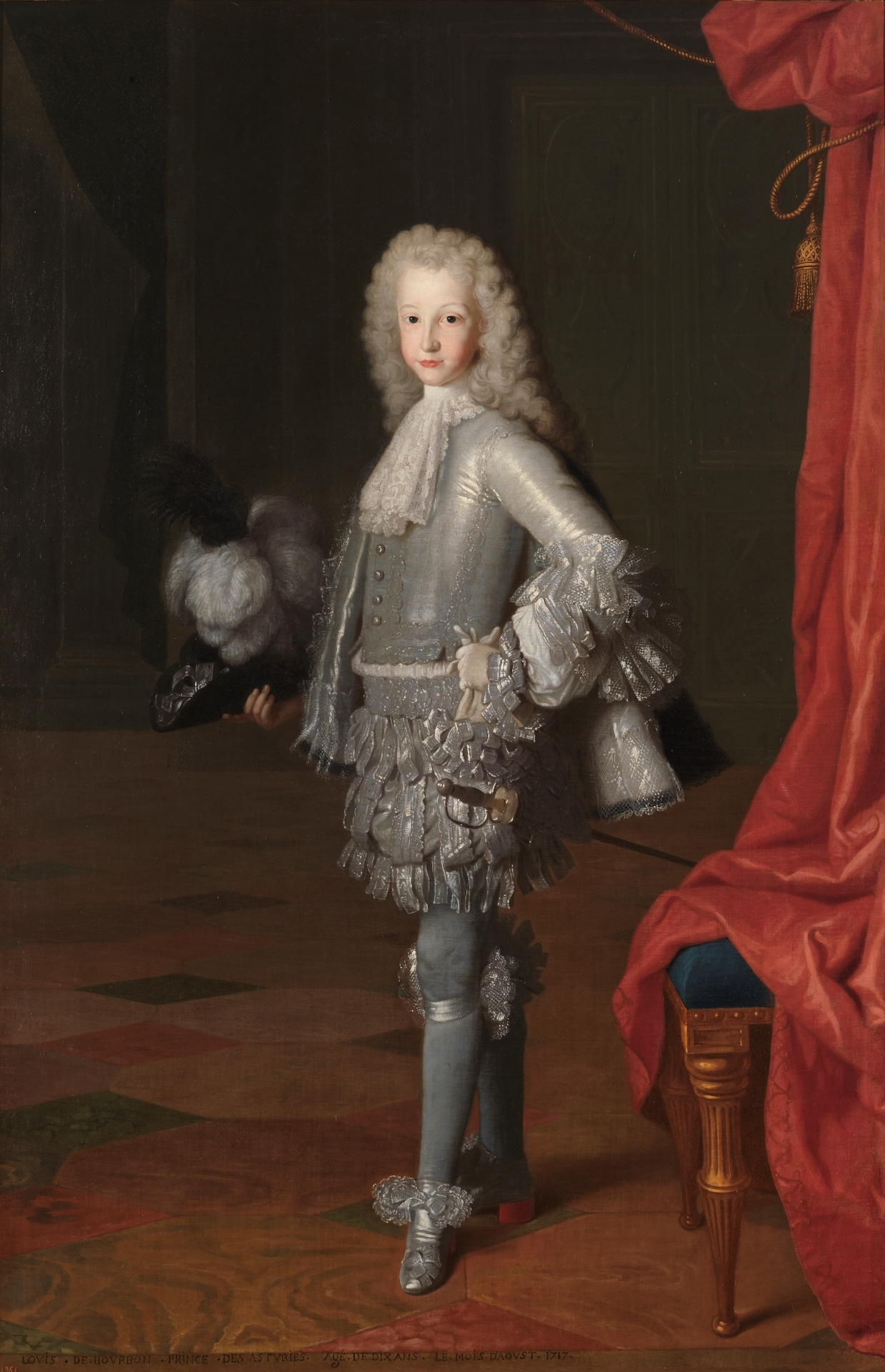
Ludwig I.
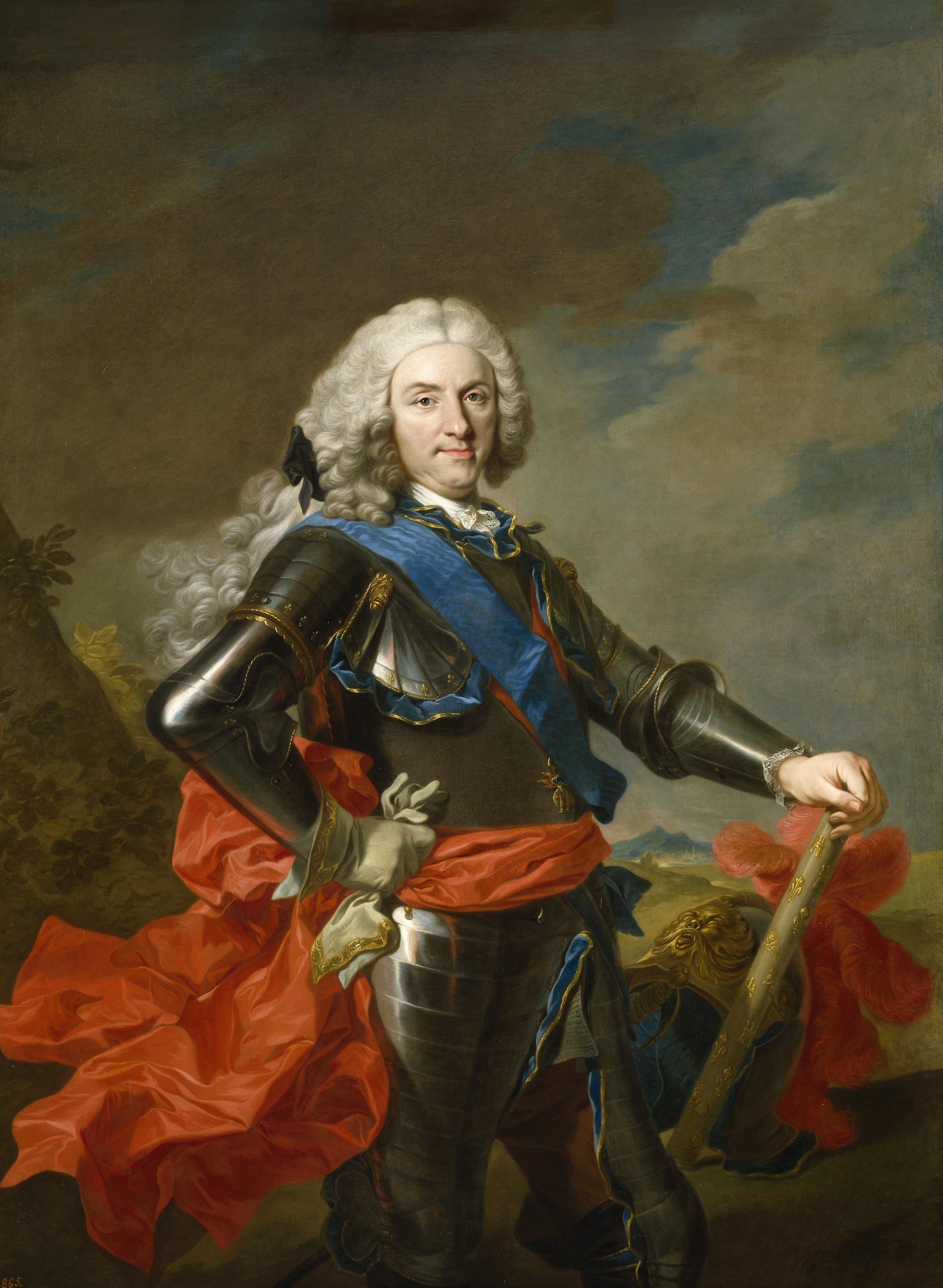
Philipp V.
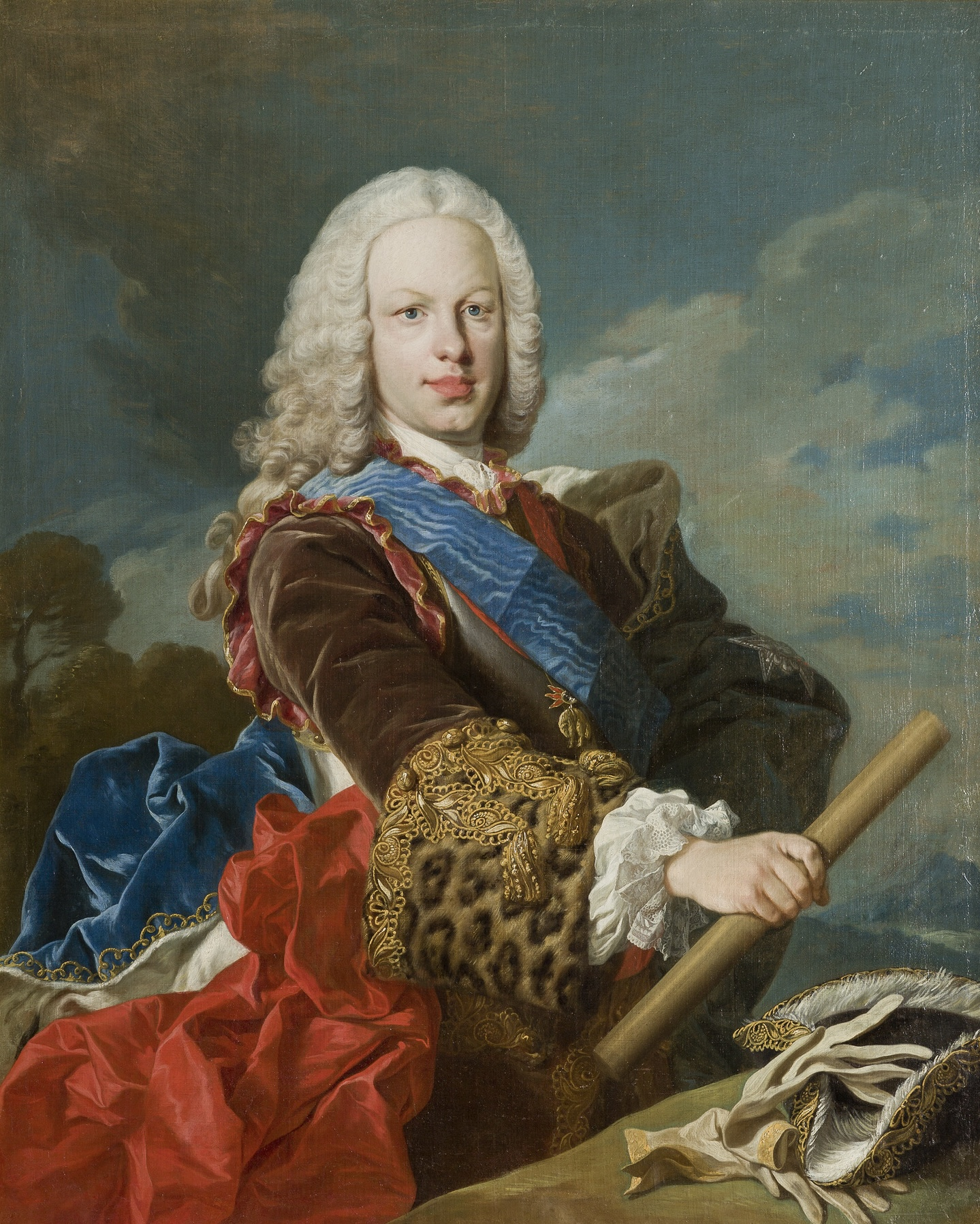
Ferdinand VI.
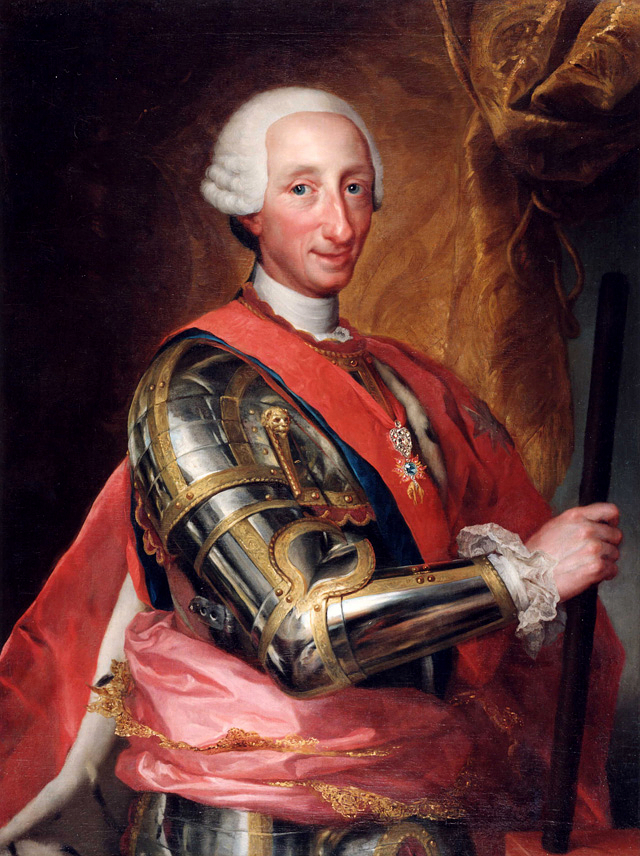
Karl III.
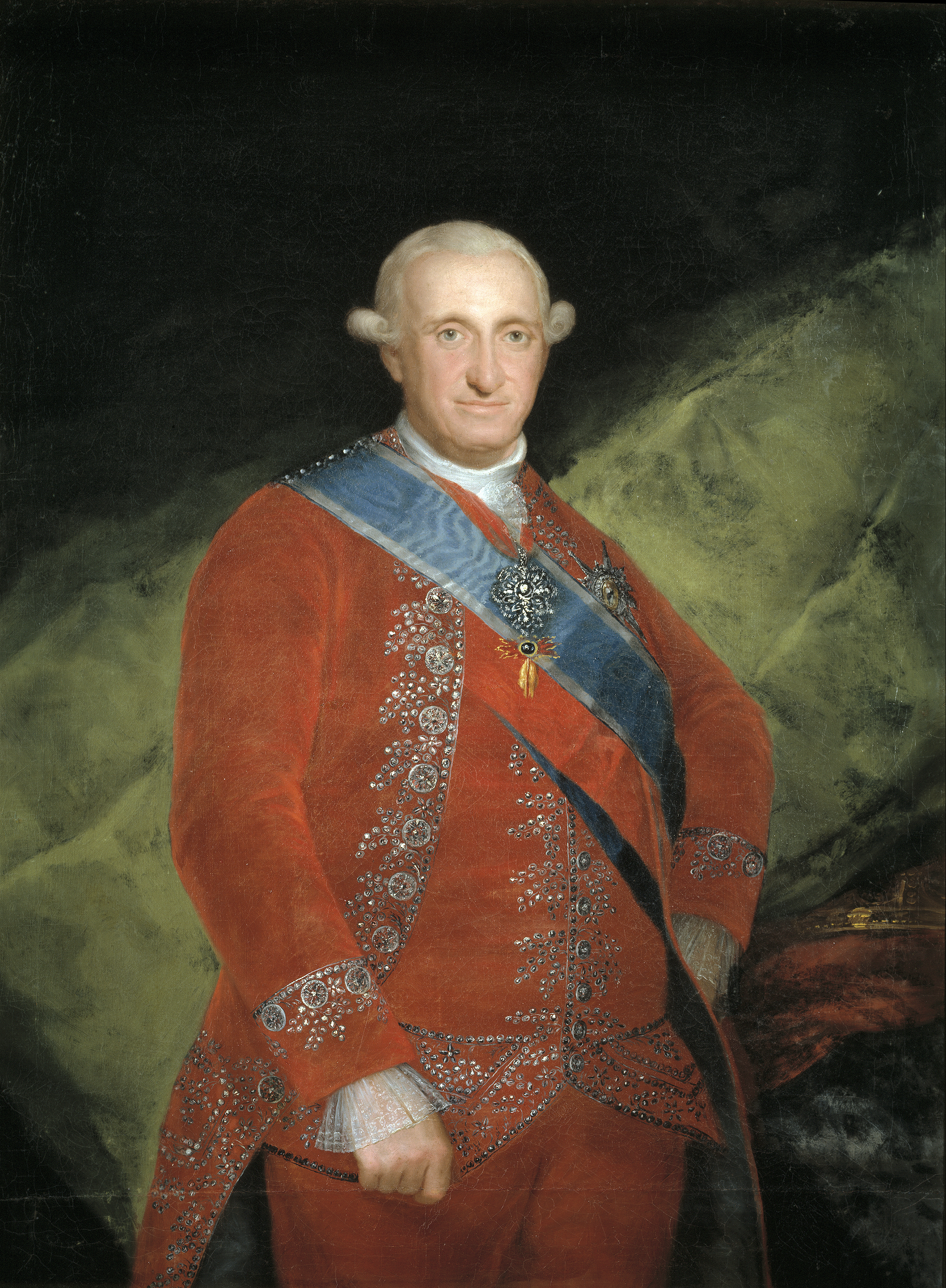
Karl IV.
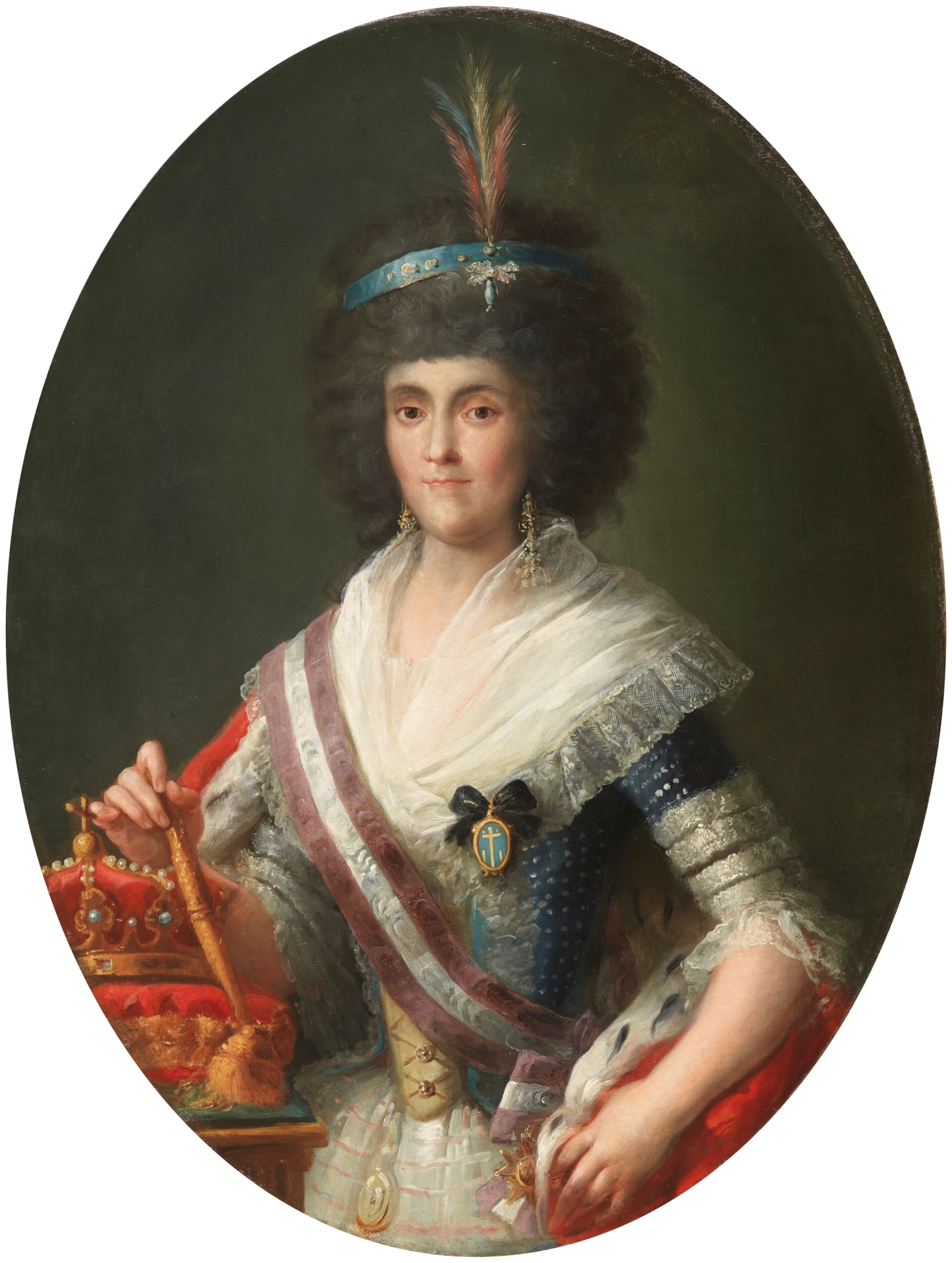
Maria Luisa
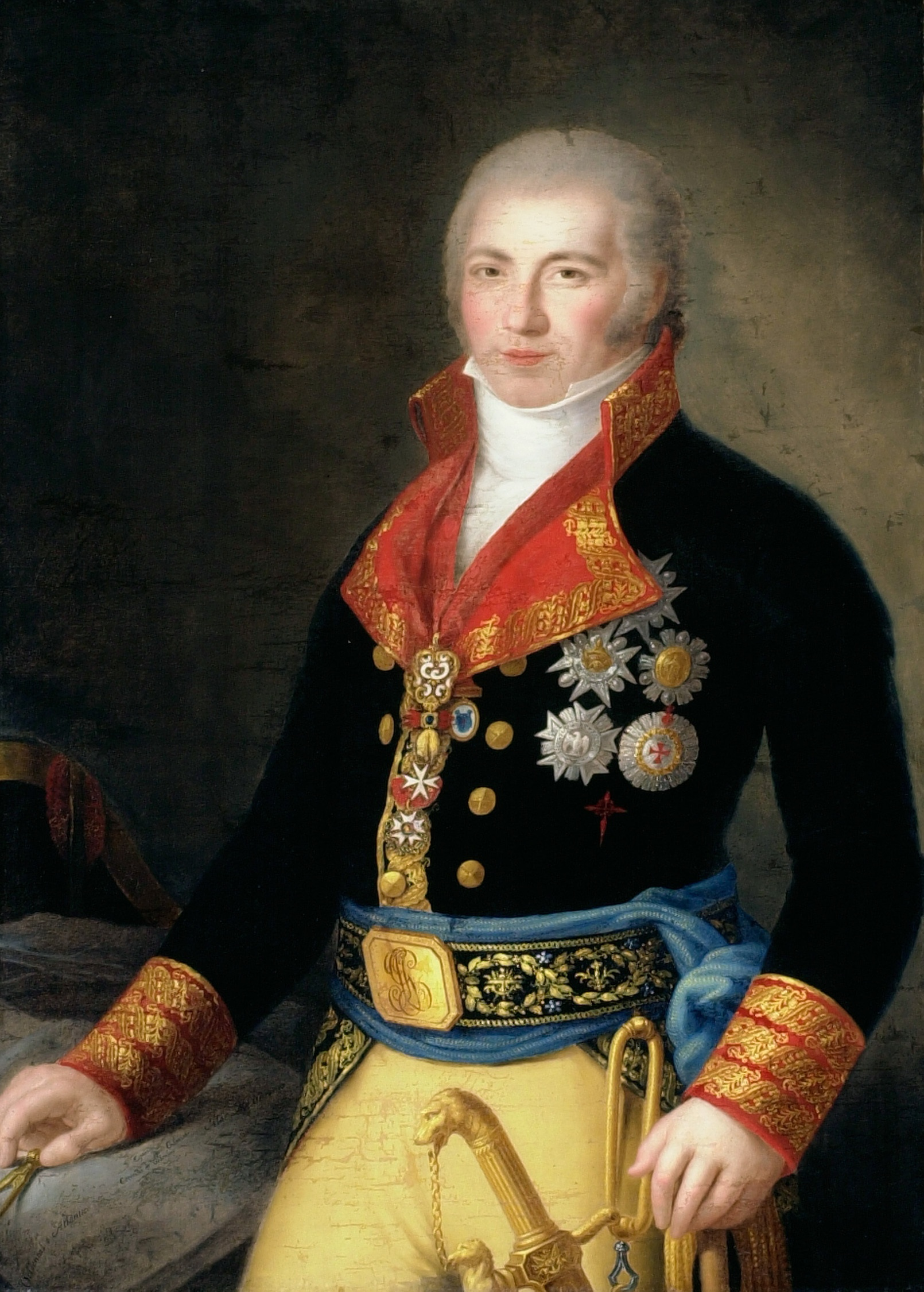
Godoy
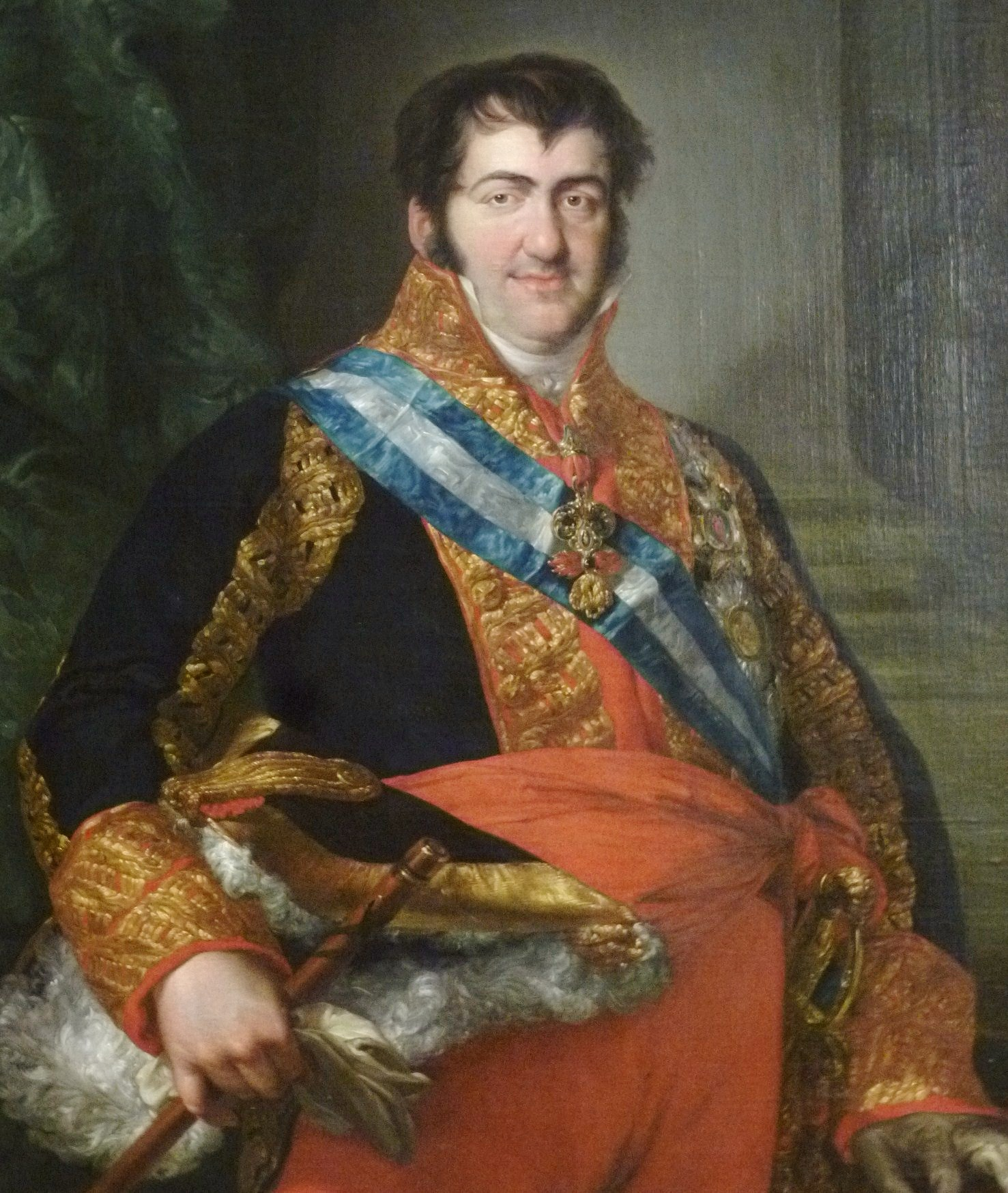
Ferdinand VII.

Napoleon
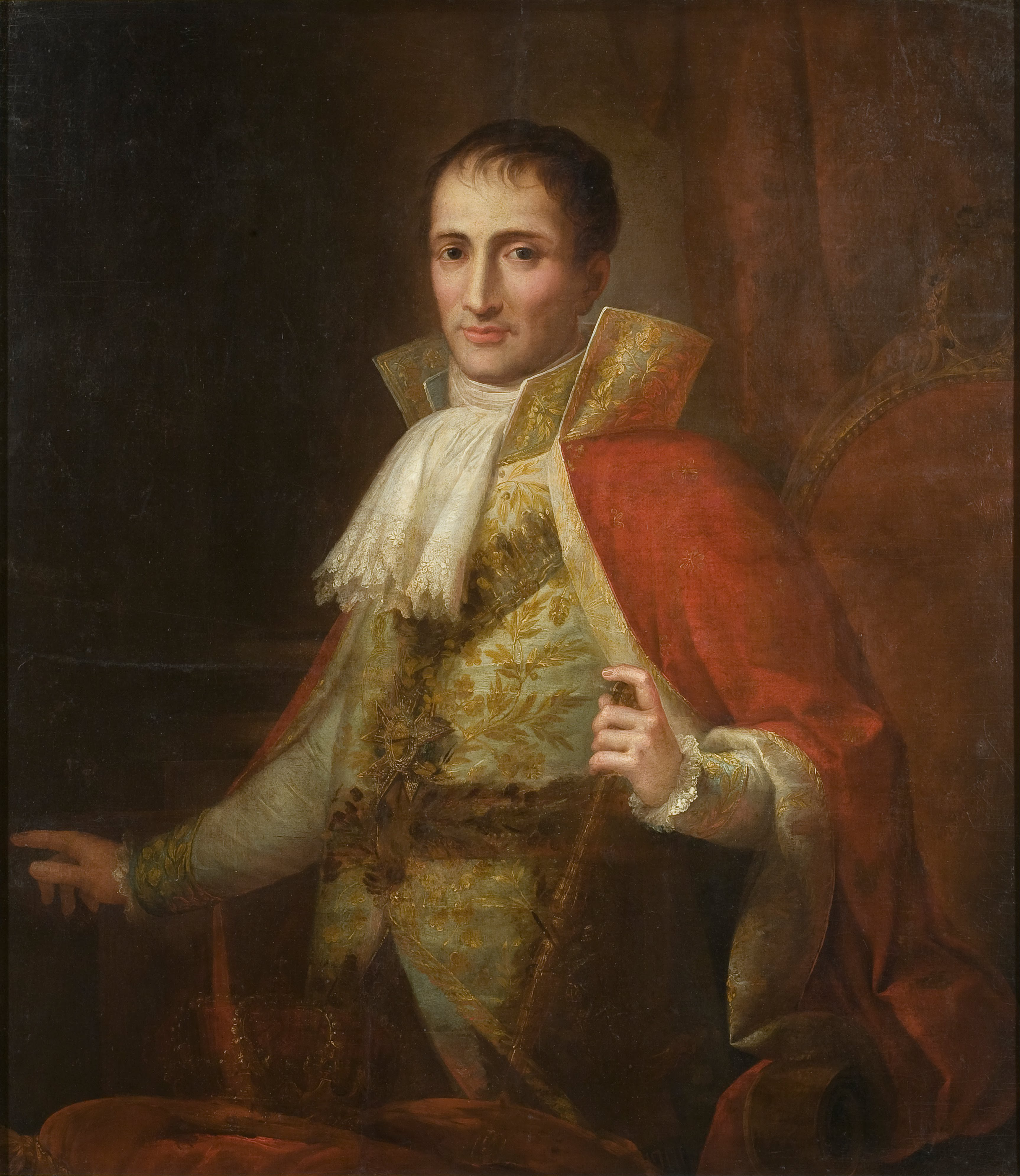
Joseph I.

| für das Königshaus der Habsburger |                          |           |
| #esp                              | Bezeichnung              | Jahr      |
| König Karl V. 1516–1556           |                          |           |
| König Philipp II. 1556–1598       |                          |           |
| 1                                 | Regiment von Roll        | 1574      |
| König Philipp III. 1598–1621      |                          |           |
| 2                                 | Regiment Lussy           | 1603–1609 |
| 3                                 | Regiment von Beroldingen | 1610–1637 |
| König Philipp IV. 1621–1665       |                          |           |
| 4                                 | Regiment Fleckenstein    | 1625–1627 |
| 5                                 | Regiment Zwyer           | 1638–1641 |
| 6                                 | Regiment Crivelli        | 1642      |
| 7                                 | Regiment Lussy           | 1642      |
| 8                                 | Regiment von Beroldingen | 1664–1668 |
| 9                                 | Regiment Cloos           | 1664–1668 |
| Königin Maria Anna 1665–1675      |                          |           |
| König Karl II. 1665–1700          |                          |           |
| 10                                | Regiment Imfeld          | 1673–1679 |
| 11                                | Regiment von Beroldingen | 1683–1684 |
| 12                                | Regiment von Buol        | 1684–1688 |
| 13                                | Regiment Meyer           | 1690–1698 |
| 14                                | Regiment Bessler         | 1690–1698 |
| 15                                | Regiment Capol           | 1693–1706 |

| für das Königshaus der Bourbonen             |                                         |                          |
| #esp                                         | Bezeichnung                             | Jahr                     |
| König Philipp V. 1700–1724                   |                                         |                          |
| 16                                           | Regiment Betschart                      | 1703–1706                |
| 17                                           | Regiment Amrhyn                         | 1703–1715                |
| 18                                           | Regiment von Salis                      | 1719–1721                |
| 19                                           | Regiment Mayor                          | 1719–1721                |
| König Ludwig I. 1724                         |                                         |                          |
| König Philipp V. 1724–1746                   |                                         |                          |
| 20                                           | Regiment Niederöst                      | 1724–1748 dann in Neapel |
| 21                                           | Regiment Bessler                        | 1725                     |
| 22                                           | Regiment Arregger                       | 1734–1757                |
| 23                                           | Regiment von Sury Regiment 1            | 1734–1835                |
| 24                                           | Regiment Dunant Regiment 2              | 1742–1808 dann Napoleon  |
| 25                                           | Regiment Alt-Reding Regiment 3          | 1743–1835                |
| 26                                           | Regiment Jung-Reding Regiment 4         | 1743–1835                |
| König Ferdinand VI. 1746–1759                |                                         |                          |
| König Karl III. 1759–1788                    |                                         |                          |
| König Karl IV. 1788–1808                     |                                         |                          |
| 27                                           | Regiment Jann Regiment 5                | 1793–1810                |
| 28                                           | Regiment de Courten Regiment 6          | 1796–1808 dann Napoleon  |
| 29                                           | Regiment Stuart nicht regulär           | 1798–1818                |
| König Ferdinand VII. 1808–1808 und 1813–1838 |                                         |                          |
| 30                                           | Regiment Suizos de Aragon nicht regulär | 1808–1809                |

| für Napoleon Bonaparte     |                                |      |
| #esp                       | Bezeichnung                    | Jahr |
| König Joseph I., 1808–1813 |                                |      |
| 24                         | Regiment Dunant Regiment 2     | 1808 |
| 28                         | Regiment de Courten Regiment 6 | 1808 |

- Habsburger
- Karl V.
- Philipp II.
- Philipp III.
- Philipp IV.
- Maria Anna
- Karl II.

- Bourbonen
- Philipp V.
- Ludwig I.
- Philipp V.
- Ferdinand VI.
- Karl III.
- Karl IV.
- Maria Luisa
- Godoy
- Ferdinand VII.

- Napoleon
- Joseph I.

## Der spanische Vielvölkerstaat der Habsburger, durch Heirat entstanden und durch Heirat erworben

Königreich Kastilien-Leon um 1400

Achtzehnjährig und emanzipiert war sie, Isabella, Prinzessin mit grünen, schräg geschnittenen Augen und roten Haaren aus dem Hause Kastilien-Leon, als sie dem ein Jahr jüngeren Anwärter auf den Thron Aragons, Ferdinand, der Katholische, 1469 einen Antrag machte und den Einverstandenen heiratete.
Fünf Jahre später wurde Isabella zur Königin gekrönt und regierte Kastilien-Leon gemeinsam mit ihrem Gatten. 1479 war Ferdinand König von Aragon und das Paar herrschte gemeinsam über die getrennten Königreiche Kastilien-Leon und Aragon. Es war dies die Keimzelle des zukünftigen Spanien.
1492, im Jahr als die vereinigten Reiche von Kastilien und Aragon mit Granada die letzte muslimische Herrschaft auf der iberischen Halbinsel eroberten und damit die Reconquista beendeten, entdeckte Christoph Columbus unter spanisch-kastilischer Flagge Amerika. Es war der Beginn der Entstehung des mächtigen spanischen Weltreiches.
Als Königin Isabella 1504 starb, war ihr einziger Sohn Johann bereits seit sieben Jahren tot und ihre Tochter Johanna, genannt die Wahnsinnige (spanisch: Juana la Loca), wurde ihre Nachfolgerin über Kastilien. Sie war mit Philipp, genannt der Schöne (spanisch: Felipe el Hermoso), aus dem Hause Habsburg verheiratet. Er konnte sich gegen Ferdinand, den Schwiegervater, als Mitregent in Kastilien behaupten, verstarb aber bereits 1506.
Zehn Jahre später verschied auch Ferdinand und Johanna wurde, obwohl seit 1509 von Ferdinand im Königspalast von Tordesillas, angeblich wegen Geisteskrankheit, festgesetzt, nominell Königin der vereinigten Reiche von Kastilien und Aragon, die faktisch von kirchlichen Statthaltern regiert wurden. Johanna verbrachte weitere 40 Jahre in Hausarrest in Tordesillas, nachdem ihr Sohn Karl 1516 zum spanischen König erhoben wurde.
1519, beim Tode seines Grossvaters, Kaiser Maximilian I., erbte Karl die habsburgischen Stammlande und wurde mit sehr viel Geld des Bankhauses der Fugger aus Augsburg, die im Gegenzug erhebliche wirtschaftliche Privilegien im Reich erhielten, zusätzlich zum römisch-deutschen König gewählt. 1530 wurde er offiziell, als letzter römischer Herrscher, durch Papst Clemens VII. in Bologna zum Kaiser gekrönt.
Der Habsburger Karl V. war durch die Heiratspolitik seines Grossvaters Maximilian I. zum Herrscher über den mächtigsten Vielvölkerstaat aller Zeiten geworden. 1580, nach dem Aussterben der Dynastie der Avis, in Personalunion mit Portugal, sollte die Sonne darin sprichwörtlich nie mehr untergehen!

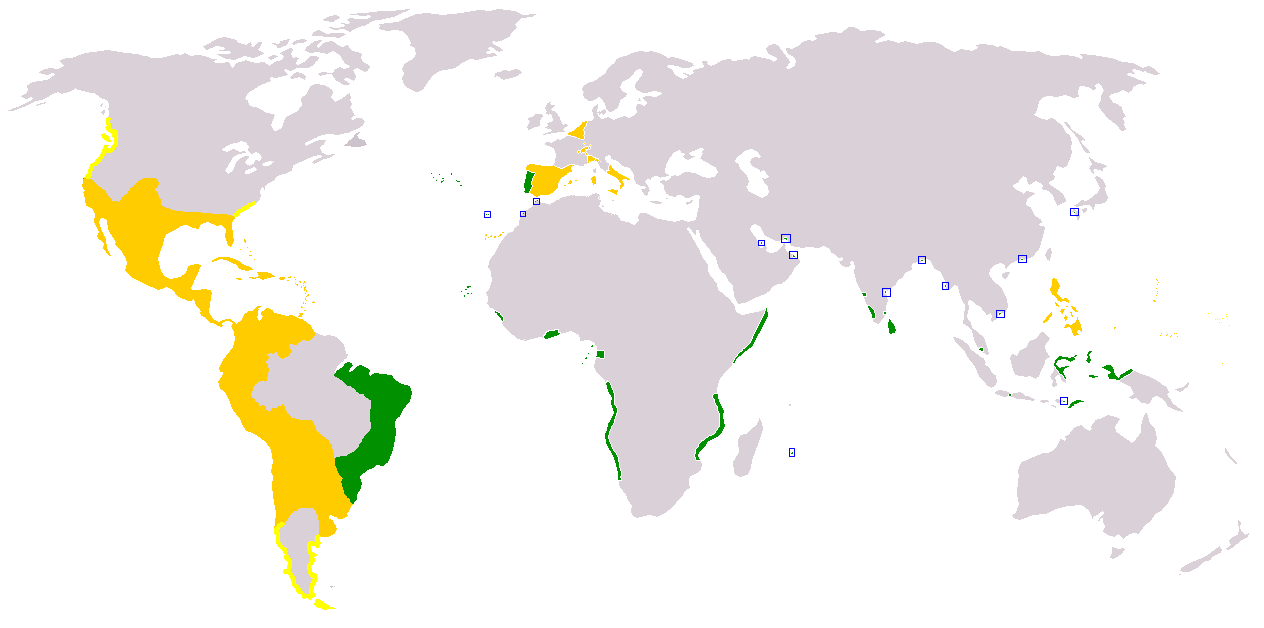
Spanisches Weltreich 1580, nach dem Erbe der portugiesischen Krone (gelb Spanien, grün Portugal)

## Habsburgs spanische Herausforderungen: Frankreich und die sieben calvinistischen Provinzen der Niederlande
Mit dem Tod von Kaiser Maximilian I. vereinigte sein Enkel und Nachfolger Karl V. nun zum ersten Mal alle Herrschaftsgebiete Habsburgs in einer Hand. Karl V. hatte mit Spanien, Burgund, Niederlande, Sizilien, Süditalien, Sardinien und den spanischen Kolonien in Übersee ein riesiges Reich geerbt. Damit war erstens Frankreich von habsburgischem Territorium vollständig umschlossen und zweitens, mit Einbezug der überseeischen Territorien, seine Auseinandersetzung mit Habsburg von einer europäischen zur globalen Dimension angewachsen. Karls V. Ambitionen einer Universalmonarchie für Europa stiessen auf den Widerstand von Frankreichs Franz I. und schon bald auf die ersten religiösen Konflikte zwischen Katholiken und Protestanten.
|  |  |  |

Der Gegensatz zwischen Habsburg und Frankreich sollte für die nächsten über zwei Jahrhunderte, mehr oder weniger verdeckt, die europäische Politik und ihre dauernden Kriege bestimmen. König Franz I. allein führte in gut zwei Jahrzehnten (1521–1544) vier Kriege mit Kaiser Karl V. um die Vorherrschaft in Europa, beide mit wechselnden Koalitionen. Hauptkriegsschauplätze waren die Pyrenäen, an der Maas, in der Picardie und hauptsächlich Italien.
Besonders in Italien geriet das politische Gleichgewicht in Schieflage und in dessen Norden wechselte das Herzogtum Mailand mehrmals die Hand, bevor es 1545 (1555 im Augsburger Reichs- und Religionsfrieden bestätigt) im Besitz Spaniens landete, wo es bis zum Ende des Spanischen Erbfolgekrieges 1714 blieb.

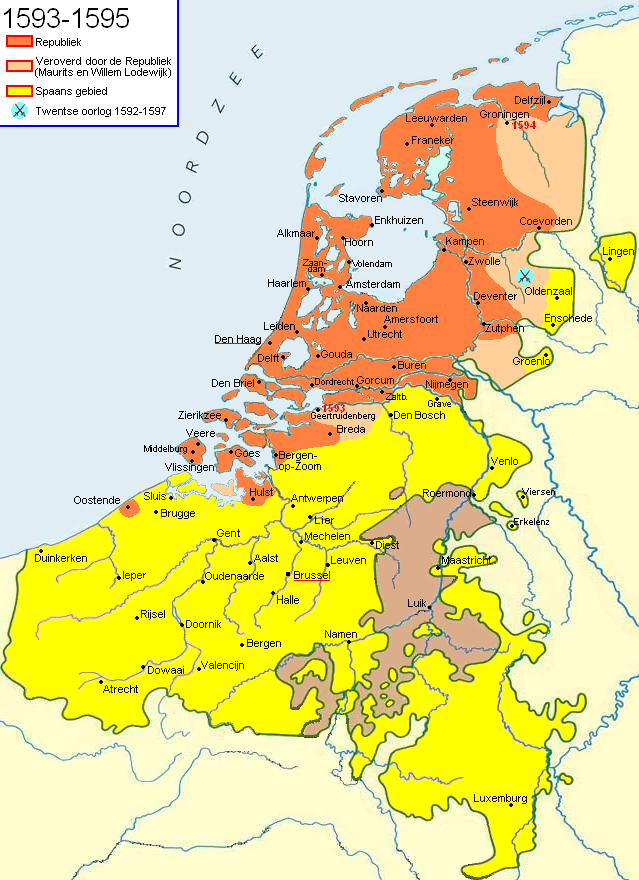
Die Spanischen Niederlande und die Republik der sieben vereinigten niederländischen Provinzen Ende des 16. Jahrhunderts

Im Spanisch-Niederländischen Krieg von 1568 bis 1648 erkämpfte die Republik der Vereinigten Niederlande ihre Unabhängigkeit von der spanischen Krone. Mit seinem Ende schieden die nördlichen Niederlande zugleich aus dem Verband des Heiligen Römischen Reichs Deutscher Nation aus. Der südliche Teil der Niederlande blieb dagegen bei Spanien; im 19. Jahrhundert ging daraus Belgien hervor. Die Niederlande wurden damit dauerhaft geteilt.
Der Krieg entwickelte sich aus einem Aufstand gegen den spanischen und katholischen Landesherrn Philipp II., der vor allem von Calvinisten ausging. Nachdem die Spanier den ersten Aufstand noch niederschlagen konnten, entwickelten sich ab 1572 abermals Unruhen, die nach und nach das ganze Land erfassten. Mit Ausnahme eines zwölfjährigen Waffenstillstands in der Zeit von 1609 bis 1621 dauerten die Kämpfe bis 1648 an. Schliesslich erkannte Spanien die Unabhängigkeit der nördlichen Niederlande im Westfälischen Frieden 1648 offiziell an.
In beiden Konfliktgebieten, gegen Frankreich und in den Niederlanden, kamen Schweizer Truppen und Söldner zum Einsatz.
Mit dem Besitz der Freigrafschaft Burgund im Westen der Schweiz (Salzlieferant) und des Herzogtums Mailand im Süden (Kornkammer und Absatzmarkt der Innerschweizer Viehzüchter) war Spanien zum wirtschaftlich gewichtigen Nachbarn der Eidgenossenschaft geworden. Insbesondere die katholischen inneren Orte begannen sich mit dem spanischen Herzogtum Mailand durch Freundschafts- später Bündnisverträge zu binden, denen die beiden ebenfalls katholischen Kantone Freiburg und Solothurn (ab 1530 Sitz des französischen Botschafters) fernblieben.
1515, bereits vor der Reformationszeit, waren sich die Eidgenossen und Ferdinand, der Katholische – 1522 von Karl V. bestätigt – mit einem Bündnis nähergekommen, allerdings noch ohne Folgen, Ferdinand starb ein Jahr später.
Karl V. erneuerte 1552 den Vertrag von Massimiliano Sforza, dem letzten Herzog von Mailand, von 1512 mit den katholischen Kantonen: die Kapitulation von Mailand führte die Erhaltung der katholischen Religion als Zweck auf, versprach den katholischen Orten beträchtliche Pensionen, gestattete ihnen freien Zugang in die Lombardei und nach Mailand, sollte das Tessin mit Lebensmitteln aller Art versorgen, gestattete den spanischen Truppen die Benützung der Alpenpässe und wurde regelmässig erneuert
Schliesslich bewilligten 1568 die katholischen Orte erstmals – trotz des gesamteidgenössischen Vertrages mit Frankreich von 1480 – ein Werbegesuch von Spaniens König Philipps II. Gesandten, Giovanni d'Anguisciola, das dann allerdings nicht umgesetzt wurde.
Doch 1574 willigten Uri, Unterwalden und Zug im Alleingang in eine Kapitulation ein. Mächtige Familien wie die von Roll, von Beroldingen, Lussy oder Fleckenstein waren spanienfreundlich gesinnt, sprich: an spanischen Pensionen interessiert.
1639 vereinbarte Philipp IV. von Spanien auch mit den der Lombardei benachbarten, protestantischen 3 Bünden eine Mailänder Kapitulation. Bis zur offiziellen Aushebung von Truppen sollte es aber noch bis 1683 dauern.
Die auf Grund dieser Bündnisse ausgehobenen Schweizer Truppen in spanischen Diensten kamen zum Einsatz im spanischen Herzogtum Mailand, im Spanisch-Niederländischen Krieg, und in den Auseinandersetzungen des habsburgischen Spaniens mit den Königreichen Portugal und Frankreich.
| Bezeichnung, Einsatzdauer         | (1esp) Regiment von Roll | (1esp) Regiment von Roll |
| Jahr, Vertragspartner             | 1574, Kapitulation von Philipp II. mit Uri, Unterwalden und Zug. Bereits 1568 hatte der Gesandte Philipps II. in der Schweiz, Giovanni d'Anguisciola, als der Freigrafschaft Burgund ein Einbruch der Truppen Wilhelms von Oranien drohte, in der Innerschweiz Gehör gefunden. Er berief sich auf die Bestimmung des "getreuen Aufsehens" in der Erbeinung der Eidgenossen mit Habsburg von 1511. Der Angriff blieb allerdings aus und auch der Truppenauszug. Der französische Gesandte, Pomponne de Bellièvre, in Befürchtung um das französische Söldnermonopol, hatte heftig dagegen gewirkt. Die jährlichen französischen Standespensionen speisten die Kassen der Orte, und die Partikularpensionen sowie geheime Zuschüsse an wichtige Exponenten der alten Eidgenossenschaft zeigten Wirkung. Sechs Jahre später standen die Niederlande im Vordergrund. Der spanische Statthalter dort, der Herzog von Alba, Fernando Álvarez de Toledo, war gescheitert, hatte sogar die spanischen Finanzen in den Staatsbankrott getrieben. Er war deshalb 1573 durch Don Luis de Zúñiga y Requesens ersetzt worden, der Truppen benötigte, die er aber nicht bezahlen konnte. Die spanischen Truppen zogen daher plündernd, brandschatzend und vergewaltigend durch das Land. Von Antwerpen wurde zur Abwendung der weiteren Plünderung die Zahlung von 500'000 Gulden verlangt, die es aber infolge fehlender Liquidität in Materialien begleichen musste (vor allem Seidenstoffe). Zuniga wurde der Lage nach Anfangserfolgen letztlich nicht Herr und verschied 1576. Für ihn schickte Philipp II. 1574 Pompeio della Croce als Botschafter für Truppenverstärkung zu den Eidgenossen. Nicht vertraut mit deren Gepflogenheiten, berief er sich auf das nicht ausgenützte Gesuch seines Vorgängers und forderte 4'500 Mann in 15 Fähnlein, aber nicht etwa an einer Tagsatzung. Stattdessen ging er die Kantone einzeln an und begann in Uri, wo er seine Residenz aufgeschlagen hatte. Er überging dabei auch den Vorort Luzern, der beleidigt reagierte. Schultheiss Ludwig Pfyffer wies auf die namhaften Schulden des spanischen Königs hin und sorgte dafür, dass sich andere Orte der Ablehnung anschlossen und Werbeverbote aussprachen. Freiburg und Solothurn (französische Ambassadorenstadt), beide unter starkem französischen Einfluss, lehnten klar ab. Der Gesandte Frankreichs, Jean de Bellièvre, Seigneur de Hautefort, setzt alle (finanziellen) Hebel in Bewegung. Auch Schwyz und schliesslich sogar Zug erliessen Werbeverbote. Trotzdem fand Spanien in Uri und Unterwalden ein positives Echo und Oberst von Roll brachte seine 4'500 Mann in den Länderorten mit spanischem Geld zusammen. |                          |
| Bestand, Formation                | 1 Regiment von 4'000 Mann in 10 Fähnchen von 400 Mann. |                          |
| Herkunft Kader, Truppe            | Katholische Innerschweiz. |                          |
| Besitzer, Kommandant, Namensgeber | Oberst Walter von Roll aus Uri. |                          |
| Einsatz, Ereignisse               | Inzwischen hatte Prinz Wilhelm von Oranien, zum Calvinismus übergetreten, die Führung der abtrünnigen Geusen übernommen und ganz Zeeland unter Kontrolle gebracht. Von Roll rückte im Mai 1574 nach den Niederlanden aus, war aber nicht lange im Einsatz. Er scheint sich mit Zuniga überworfen zu haben. Als die Geusen im Herbst die Deiche in Leiden (in Südholland nordöstlich von Den Haag) durchstachen und die umliegenden Polder fluteten, mussten die spanischen Truppen abziehen. Von Roll wurde entlassen und kehrte im September, ohne nennenswerte Verluste erlitten zu haben, ebenfalls nach Hause zurück, vermutlich unbezahlt ... aber darüber gibt keine vorhandene Quelle Auskunft. Jedoch nicht ohne Nachwehen zu verursachen: Bern und Zürich äusserten höchstes Missfallen über den Zug gegen ihre Glaubensbrüder, der Unwillen Luzerns war gross und auch die Zwietracht unter den katholischen Orten unübersehbar über das eigenmächtige Vorgehen von Uri und Unterwalden. Die nächste Tagsatzung beschloss, dass Anwerbungen inskünftig nur nach gemeinsamer Bewilligung aller Orte gestattet seien. Dem Beschluss, der jedem Gesandten – mit Ausnahme des französischen –, der geheime Werbung betreibe, Gefangennahme und Bestrafung an Leib und Gut androhte, wurde allerdings von Uri, Schwyz und Unterwalden die Zustimmung verweigert. Spanien hatte sich dort festgesetzt. |                          |

| Bezeichnung, Einsatzdauer         | (2esp) Regiment Lussy 1603–1604 und 1607–1609 | (2esp) Regiment Lussy 1603–1604 und 1607–1609 |
| Jahr, Vertragspartner             | 1600 und 1607, Kapitulationen von Unterwalden mit Philipp III. |                                               |
| Bestand, Formation                | 1 Regiment von 3'000 Mann, bestehend aus 9 Fähnchen von 290 Mann und einem Sonderfähnchen von 390 Mann. |                                               |
| Herkunft Kader, Truppe            | Aus der katholischen Innerschweiz. |                                               |
| Besitzer, Kommandant, Namensgeber | Oberst Kaspar Lussy aus Unterwalden. Zu Beginn des 17. Jahrhunderts hatte der Oberst als Kommandant noch keinen Stab, führte sein eigenes Fähnchen (la Colonella) und hatte als Stellvertreter den Hauptmann der grössten Einheit, des Sonderfähnchens, der das Kommando in seiner Abwesenheit oder seinem Todesfall übernahm. Die Funktionen der Verantwortlichen für die Büchsenschützen, Hellebardiere, Pikeniere, Wache, Justiz und Tross waren auf die übrigen Hauptleute verteilt. Sie wurden von den aufbietenden Kantonen bestimmt, der Oberst hingegen vom König. |                                               |
| Einsatz, Ereignisse               | 1601 hatten die spanischen Truppen mit der äusserst verlustreichen Belagerung von Ostende, noch der einzigen Position der Aufständischen in Flandern, begonnen. 1603 war die Situation festgefahren und Spanien machte mit neuen Truppen, darunter das Regiment Lussy, unter Ambrosio Spinola einen neuen Anlauf, sich durch die Anlage von Feldbefestigungen langsam an den nordwestlichen Teil von Ostende heranzuarbeiten. 1604 beendete Spinola die Belagerung von Ostende erfolgreich. Das Regiment Lussy kehrte 1604 stark dezimiert nach Hause zurück. Die Kämpfe dauerten aber fort. 1607 zog Lussy wiederum mit einem Regiment in die Niederlande und erlitt erhebliche Verluste. Nach der heftigen Niederlage der spanischen Armada gegen die Flotte der Niederländer vor Gibraltar 1607 strebte Spanien einen Waffenstillstand an, der 1609 vereinbart wurde und bis 1621 Bestand hatte. Auch das Regiment Lussy wurde daher 1609 abgedankt. |                                               |

| Bezeichnung, Einsatzdauer         | (3esp) Regiment von Beroldingen 1610, 1613, 1614, 1616, 1620, 1625–1627 und 1635–1637 | (3esp) Regiment von Beroldingen 1610, 1613, 1614, 1616, 1620, 1625–1627 und 1635–1637                   |
| Jahr, Vertragspartner             | 1610, Uri mit Philipp III. | 1610, Uri mit Philipp III.                                                                              |
| Bestand, Formation                | 1 Regiment von 4'000 Mann, bestehend aus 9 Fähnchen von 390 Mann und einem Sonderfähnchen von 490 Mann. | 1 Regiment von 4'000 Mann, bestehend aus 9 Fähnchen von 390 Mann und einem Sonderfähnchen von 490 Mann. |
| Herkunft Kader, Truppe            | Meist aus der katholischen Innerschweiz, ohne Luzern (beteiligte sich erst 1664 am spanischen Dienst: Regiment Cloos). | |
| Besitzer, Kommandant, Namensgeber | Konrad von Beroldingen aus Uri. Ab 1625 verfügte der Oberst über eine Art einfachen Stab, bestehend aus je einen Richter, Profoss, Feldweibel und Fourier, aber noch keinen Oberstleutnant.                                                                                             | |
| Einsatz, Ereignisse               | Das Regiment wurde im von spanischen Gouverneuren regierten Herzogtum Mailand eingesetzt, sechsmal, jeweils Ende Jahr, abgedankt und siebenmal neu ausgehoben. Die Aufgaben dürften Garnisons- und Ordnungsdienst in Mailand und anderen wichtigen Städten des Herzogtums gewesen sein. | |

| Bezeichnung, Einsatzdauer         | (4esp) Regiment Fleckenstein 1625–1627 | (4esp) Regiment Fleckenstein 1625–1627 |
| Jahr, Vertragspartner             | 1625, Luzern mit Philipp IV. |                                        |
| Bestand, Formation                | 1 Regiment von 3'000 Mann mit 8 Kompanien von 320 Mann und einer Elitekompanie von 440 Mann. |                                        |
| Herkunft Kader, Truppe            | Aus der katholischen Eidgenossenschaft. |                                        |
| Besitzer, Kommandant, Namensgeber | Oberst Heinrich Fleckenstein aus Luzern. |                                        |
| Einsatz, Ereignisse               | Das Regiment wurde im von spanischen Gouverneuren regierten Herzogtum Mailand eingesetzt und 1627 abgedankt. Seine Aufgaben dürften Garnisons- und Ordnungsdienst in Mailand und anderen strategisch wichtigen Örtlichkeiten des Herzogtums gewesen sein. |                                        |

| Bezeichnung, Einsatzdauer         | (5esp) Regiment Zwyer 1638–1641 | (5esp) Regiment Zwyer 1638–1641 |
| Jahr, Vertragspartner             | 1638, Uri mit Philipp IV. |                                 |
| Bestand, Formation                | 1 Regiment von 3'000 Mann in 4 Bataillonen mit 3 Kompanien zu 250 Mann. Zwyer hatte als Generalmajor und Mitglied des höchsten Kriegsrats von Ferdinand III. 1636 die Armeereform nach dem schwedischen System von König Gustav Adolf in der habsburgischen Armee eingeführt. Sein Regiment verfügte daher über einen Oberstleutnant und einen Major, vom Obersten ausgewählt. Jede Kompanie hatte je einen Hauptmann (mit 4 Trabanten), Oberleutnant, Unterleutnant, Fähnrich, Feldweibel, Fourier, Profoss, pro 50 Mann (darunter ein Fahnenträger) einen Wachtmeister und einen Korporal, 3 Tambouren, einen Pfeifer und 234 Mann. Bei der Bewaffnung hatte die Muskete die Hakenbüchse abgelöst und die Hellebarde oder Partisane den Zweihänder. Die Kompanien waren eingeteilt in Musketiere, Hellebardiere und Pikeniere und kämpften ohne Helm, Harnische oder andere Defensivbewaffnung, als zu hinderlich im Gefecht. Die Elitekompanie, eine pro Regiment, wurde aus den Musketieren ausgewählt. |                                 |
| Herkunft Kader, Truppe            | Aus der katholischen Eidgenossenschaft. |                                 |
| Besitzer, Kommandant, Namensgeber | Sebastian Peregrin Zwyer von Evibach, ein Urner, Generaloberst aus österreichischen Diensten. |                                 |
| Einsatz, Ereignisse               | Das Regiment Zwyer diente im Herzogtum Mailand. Allerdings kam es zu Schwierigkeiten, weil der spanische Statthalter in Mailand das Regiment ausserhalb des vereinbarten Einsatzraumes einsetzen wollte und der Sold ausblieb, was Zwyer beinahe ruinierte. Noch 1669, acht Jahre nach Zwyers Tod, schlug sich sein Schwiegersohn, Karl Konrad von Beroldingen, mit Madrid herum für Mailänder Zahlungen zur Abtragung dieser Soldschuld. |                                 |

| Bezeichnung, Einsatzdauer         | (6esp) Regiment Crivelli 1642–1648 (7esp) Regiment Lussy 1642–1648 | (6esp) Regiment Crivelli 1642–1648 (7esp) Regiment Lussy 1642–1648 |
| Jahr, Vertragspartner             | 1642, Uri bzw. Unterwalden mit Philipp IV. |                                                                    |
| Bestand, Formation                | Je 1 Regiment von 3'000 Mann, organisiert wie das Regiment Zwyer. |                                                                    |
| Herkunft Kader, Truppe            | Aus der katholischen Eidgenossenschaft. |                                                                    |
| Besitzer, Kommandant, Namensgeber | Sebastian Heinrich Crivelli, Landmann von Uri, 1646 zum Oberst befördert. Melchior Lussy aus Unterwalden. |                                                                    |
| Einsatz, Ereignisse               | Die Regimenter Crivelli und Lussy dienten im Herzogtum Mailand und wurden nach dem Friedensschluss von Münster, im Rahmen des Westfälischen Friedenskongresses, der den Dreissigjährigen Krieg und zugleich den Achtzigjährigen Unabhängigkeitskrieg der Niederlande beendete, abgedankt. |                                                                    |

| Bezeichnung, Einsatzdauer         | (8esp) Regiment von Beroldingen 1664–1668 (9esp) Regiment Cloos 1664–1668 | (8esp) Regiment von Beroldingen 1664–1668 (9esp) Regiment Cloos 1664–1668 |
| Jahr, Vertragspartner             | 1664, Uri bzw. Luzern mit Philipp IV. |                                                                           |
| Bestand, Formation                | Je 1 Regiment von 3'000 Mann, organisiert wie das Regiment Zwyer. |                                                                           |
| Herkunft Kader, Truppe            | Aus der katholischen Eidgenossenschaft. |                                                                           |
| Besitzer, Kommandant, Namensgeber | Johann Josef von Beroldingen aus Uri. Karl Hieronimus Cloos aus Luzern. |                                                                           |
| Einsatz, Ereignisse               | Die Regimenter wurden zuerst in der Verteidigung von Mailand eingesetzt und dann in Genua nach Barcelona verschifft um im Krieg gegen Portugal verwendet zu werden. Die Regimenter kamen in der Endphase des portugiesischen Befreiungskrieges zum Einsatz, der 1640 mit dem von Johann von Braganza geführten Aufstand begonnen hatte. Die portugiesische Armee war mit französischer und englischer Unterstützung bereits im Vorteil, als es 1665 zur Schlacht bei Montes Claros kam, in der Spanien eine schwere Niederlage erlitt. Kurz darauf starb Philipp IV. und der erst 5-jährige Karl II., sein Sohn und Nachfolger, wurde von seiner Mutter Maria Anna von Österreich vertreten. Sie hatte andere Probleme zu lösen und stellte die Kampfhandlungen in Portugal ein. 1668 wurde der Krieg durch den Frieden von Lissabon beendet. Portugal war endgültig wieder von Spanien gelöst. Die beiden Regimenter kehrten, in den Beständen auf weniger als einen Viertel reduziert, 1668 in die Schweiz zurück. Neben den Kampfhandlungen hatten vor allem die Ruhr und das Gelbfieber unter den Truppenangehörigen gewütet. |                                                                           |

| Bezeichnung, Einsatzdauer         | (10esp) Regiment Imfeld 1673–1679 | (10esp) Regiment Imfeld 1673–1679 |
| Jahr, Vertragspartner             | 1673, Unterwalden mit Karl II. |                                   |
| Bestand, Formation                | 1 Regiment von 3'000 Mann, organisiert wie das Regiment Zwyer. |                                   |
| Herkunft Kader, Truppe            | Aus der katholischen Eidgenossenschaft. |                                   |
| Besitzer, Kommandant, Namensgeber | Johann Peter Imfeld aus Obwalden, vorher Oberstleutnant im Regiment Beroldingen, 1675 zum Brigadier befördert. |                                   |
| Einsatz, Ereignisse               | Das Regiment wurde in Genua nach Barcelona eingeschifft und war in Katalonien eingesetzt. Anders als Portugal 1640 war es Katalonien während des Französisch-Spanischen Krieges nicht gelungen, sich von Spanien zu lösen. Im Pyrenäenfrieden von 1659 hatte jedoch Spanien den nördlich der Pyrenäen liegenden Teil an Frankreich abzutreten. Der südliche Teil musste durch Ordnungstruppen gesichert werden. Mit dem Frieden von Nimwegen 1679 und u. a. dem Friedensschluss zwischen Frankreich und Spanien entspannte sich die Lage soweit, dass Spanien seine Truppen in Katalonien reduzieren konnte. Das Regiment Imfeld wurde 1679 abgedankt. |                                   |

## Ein „Blitzkrieg“ und die Inzucht geben Habsburg den Rest
Ein "Blitzkrieg", der Reunionskrieg (1683–1684), war der erfolgreichste und kürzeste Krieg Frankreichs Ludwigs XIV. gegen die von Spanien unterstützten Niederlande (und indirekt auch das Heilige Römische Reich), der ihm im Regensburger Stillstand die Eroberung Luxemburgs und alle Erwerbungen der letzten Jahrzehnte zusicherte.
Nach seinem Ausbruch wurden wieder Schweizer Regimenter für Spanien ausgehoben.
| Bezeichnung, Einsatzdauer         | (11esp) Regiment von Beroldingen 1683–1684 | (11esp) Regiment von Beroldingen 1683–1684 |
| Jahr, Vertragspartner             | 1683, Uri mit Karl II. | GrenadierSpundbajonett |
| Bestand, Formation                | 1 Regiment von 2'400 Mann in 3 Bataillonen von 800 Mann mit 4 Kompanien von 200 Mann. Es war das erste Schweizer Regiment in spanischen Diensten, bei dem aus den Musketieren eine gesonderte Kompanie Grenadiere ausgewählt wurde. In der Schlachtordnung bestand dann das Zentrum aus Musketieren und Hellebardieren und die Flügel aus Grenadieren und Pikenieren. 1685 wurden die Musketiere auch zum ersten Mal mit dem von Jean Martinet in der französischen Armee 1650 eingeführten Bajonett ausgerüstet. | GrenadierSpundbajonett |
| Herkunft Kader, Truppe            | Aus der katholischen Eidgenossenschaft. | Aus der katholischen Eidgenossenschaft. |
| Besitzer, Kommandant, Namensgeber | Oberst Karl Konrad von Beroldingen aus Uri. | Oberst Karl Konrad von Beroldingen aus Uri. |
| Einsatz, Ereignisse               | Das Regiment wurde von Genua aus nach Spanien verschifft und kämpfte in Katalonien gegen Frankreich. Es war Teil der spanischen Kräfte von Herzog Bournonville, der 1684 im Treffen bei der katalanischen Ortschaft Pontmajor vor dem französischen Marschall Bellefonds den Rückzug antrat. Es wurde nach dessen Abbruch der Belagerung von Girona auf seine Nachhut angesetzt. Der Regensburger Stillstand beendete 1684 die Kampagne und den Dienst des Regiments von Beroldingen.                             | Das Regiment wurde von Genua aus nach Spanien verschifft und kämpfte in Katalonien gegen Frankreich. Es war Teil der spanischen Kräfte von Herzog Bournonville, der 1684 im Treffen bei der katalanischen Ortschaft Pontmajor vor dem französischen Marschall Bellefonds den Rückzug antrat. Es wurde nach dessen Abbruch der Belagerung von Girona auf seine Nachhut angesetzt. Der Regensburger Stillstand beendete 1684 die Kampagne und den Dienst des Regiments von Beroldingen. |

| Bezeichnung, Einsatzdauer         | (12esp) Regiment von Buol 1684–1688 | (12esp) Regiment von Buol 1684–1688 |
| Jahr, Vertragspartner             | 1684, Drei Bünde mit Karl II. 1638 hatte König Philipps IV. Sondergesandter, Diego de Saavedra Fajardo, bei den Drei Bünden ein Bündnis erreicht, das 1639, in der Kathedrale von Mailand feierlich und mit grossem Pomp beschworen, von einer Kapitulation gefolgt wurde. Das Bündnis beendete die Bündner Wirren (romanisch: „Scumbigls grischuns“) und wurde, wie bei den katholischen Kantonen, auf die Lebenszeit des Königs, die seines Nachfolgers plus fünf Jahre abgeschlossen. Es diente 1723 als Vorlage für den Vertrag der Bündner mit Karl VI. Es dauerte aber bis 1684, bis zum ersten Mal eine offizielle Bündner Truppe in spanische Dienste aufbrach. |                                     |
| Bestand, Formation                | 1 Regiment von 2'400 Mann organisiert und ausgerüstet wie das Regiment von Beroldingen. |                                     |
| Herkunft Kader, Truppe            | aus den Drei Bünden, mühsam ausgehoben in Konkurrenz zu den Stuppas und von Salis für französische Dienste. |                                     |
| Besitzer, Kommandant, Namensgeber | Paul von Buol-Strassberg aus Chur. |                                     |
| Einsatz, Ereignisse               | Das Regiment wurde nach vier Jahren Dienst im Herzogtum Mailand wieder entlassen. |                                     |

| Bezeichnung, Einsatzdauer         | (13esp) Regiment Meyer 1690–1698 (14esp) Regiment Bessler 1690–1698 | (13esp) Regiment Meyer 1690–1698 (14esp) Regiment Bessler 1690–1698 |
| Jahr, Vertragspartner             | 1690, Luzern und Uri mit Karl II. | 1690, Luzern und Uri mit Karl II. |
| Bestand, Formation                | Je 1 Regiment von 2'400 Mann organisiert und ausgerüstet wie das Regiment von Beroldingen. Die Kompanien, mit dem Kader wie das Regiment Zwyer, erhielten zusätzlich einen Hauptmann-Leutnant.                                                                                    | Je 1 Regiment von 2'400 Mann organisiert und ausgerüstet wie das Regiment von Beroldingen. Die Kompanien, mit dem Kader wie das Regiment Zwyer, erhielten zusätzlich einen Hauptmann-Leutnant. |
| Herkunft Kader, Truppe            | Aus der katholischen Innerschweiz. | |
| Besitzer, Kommandant, Namensgeber | Kaspar Meyer von Baldegg aus Luzern und Johann Karl Bessler von Wattingen aus Uri. | |
| Einsatz, Ereignisse               | Die Regimenter Meyer und Bessler wurden von Genua aus nach Spanien verschifft und kämpften in Katalonien gegen Frankreich. Sie kamen gegen deren Feldzug im Rahmen des Pfälzischen Erbfolgekrieges zum Einsatz und wurden 1698, im Jahr nach dem Frieden von Rijswijk, abgedankt. | |

| Bezeichnung, Einsatzdauer         | (15esp) Regiment Capol 1693–1706 | (15esp) Regiment Capol 1693–1706                                                |
| Jahr, Vertragspartner             | 1693, Drei Bünde mit Karl II. |                                                                                 |
| Bestand, Formation                | 1 Regiment von 2'400 Mann organisiert und ausgerüstet wie das Regiment Bessler. | 1 Regiment von 2'400 Mann organisiert und ausgerüstet wie das Regiment Bessler. |
| Herkunft Kader, Truppe            | Aus den Drei Bünden. |                                                                                 |
| Besitzer, Kommandant, Namensgeber | Herkules Capol aus Flims (trat 1695 mit dem Einverständnis von Karl II. in holländische Dienste über), 1695 Jakob Ulrich von Albertini von La Punt Chamues-ch und Luzein. |                                                                                 |
| Einsatz, Ereignisse               | Das Regiment Capol war im Herzogtum Mailand im Einsatz. Das Regiment von Albertini verblieb in Italien und hatte, als Teil der spanisch-französischen Armee im Spanischen Erbfolgekrieg, bei seiner Abdankung 1706, nach der verlustreichen Belagerung von Turin, das von Prinz Eugen mit piemontesischen und österreichischen Kräften verteidigt wurde, mehr als drei Viertel seines Bestandes eingebüsst. |                                                                                 |

Im Spanischen Erbfolgekrieg (1701–1714) nach dem Tode 1700 des kinderlosen letzten spanischen Habsburgers, König Karl II. von Spanien, kämpfte der österreichisch-habsburgische Kaiser Leopold I. gemeinsam mit der Haager Grossen Allianz aus dem Heiligen Römischen Reich, England bzw. Grossbritannien und den Niederlanden gegen den Anspruch von Frankreichs Ludwig XIV. und seinen Verbündeten Kurköln, Savoyen und Kurfürstentum Bayern um dessen Erbe.
Die hauptsächlichen Kriegshandlungen fanden teilweise gleichzeitig im Süden des Heiligen Römischen Reichs, in Flandern und Brabant, in Oberitalien, in Spanien und in den nordamerikanischen Kolonien statt. Letztlich gelang es Frankreich, Philipp V. als König von Spanien durchzusetzen. Damit wurde die auch heute wieder amtierende Dynastie der Bourbonen in Spanien begründet.

## Die Bourbonen lösen die Habsburger ab
Die Regierungszeit 1665–1700 des letzten kinderlosen spanischen Habsburgers Karls II. war von der Pest und Niedergang gezeichnet gewesen. Wegen Geldmangels wurden alle Schweizer Regimenter Ende des 17. Jahrhunderts entlassen. Die Zahlungen waren weitgehend ausgeblieben, die Schuld bei den Innerschweizern mehr und mehr angewachsen. Aber der freie Handel mit Mailand wog dies offenbar auf: die Kapitulation wurde aber schliesslich doch beim Tode Karls II. suspendiert und erst wieder zu Gunsten des bourbonischen Nachfolgers Philipps V. als König von Spanien in Kraft gesetzt, als Frankreich die Schulden Spaniens übernahm und den Sold für den bourbonischen Dienst verbürgte. Sie wurde 1706 wieder formell, diesmal auf unbestimmte Zeit, erneuert. Sie führte erstmals die Grenadierkompanie auf und führte die himmelblaue Uniform ein ("die blauen Schweizer", spanisch: los Suizos azzurros).
| Bezeichnung, Einsatzdauer         | (16esp) Regiment Betschart 1703–1706 | (16esp) Regiment Betschart 1703–1706 |
| Jahr, Vertragspartner             | 1703, Schwyz und Uri mit Philipp V. | |
| Bestand, Formation                | 1 Regiment von 3'200 Mann in 4 Bataillonen von 800 Mann mit 4 Kompanien zu 200 Mann. Das Regiment verfügte über einen vollständigen Stab, hatte aber keine Pikeniere und Hellebardiere. An ihrer Stelle war jedem Bataillon eine Grenadierkompanie von 64 Mann zugeordnet, das Kader eingeschlossen. Sie wurde geführt von einem Hauptmann, zusammen mit einem Leutnant und einem Unterleutnant. | 1 Regiment von 3'200 Mann in 4 Bataillonen von 800 Mann mit 4 Kompanien zu 200 Mann. Das Regiment verfügte über einen vollständigen Stab, hatte aber keine Pikeniere und Hellebardiere. An ihrer Stelle war jedem Bataillon eine Grenadierkompanie von 64 Mann zugeordnet, das Kader eingeschlossen. Sie wurde geführt von einem Hauptmann, zusammen mit einem Leutnant und einem Unterleutnant. |
| Herkunft Kader, Truppe            | Aus der katholischen Eidgenossenschaft. | |
| Besitzer, Kommandant, Namensgeber | Ausgehoben je zur Hälfte von Oberst Johann Dominik Betschart aus Schwyz und Oberstleutnant Josef Anton Püntener aus Uri. Betschart trat 1704 wegen einer Verwundung, die er bei der Belagerung von Ivrea erlitten hatte, zurück und das Kommando an seinen Oberstleutnant Püntener ab. | |
| Einsatz, Ereignisse               | Als der Herzog von Savoyen, Viktor Amadeus II., 1703 im Spanischen Erbfolgekrieg auf die gegnerische Seite, zur Grossen Allianz, wechselte, rückte General Feuillade aus Frankreich und Marschall Vendome aus dem Herzogtum Mailand mit starken Truppen ins Piemont ein. Der Kampf tobte um die piemontesischen Städte und wurde 1706 in Turin entschieden. Die Hauptstadt des Piemont wurde vom Cousin Viktor Amadeus, Prinz Eugen, erfolgreich verteidigt. Die französische Armee erlitt dabei derart hohe Verluste, dass Frankreich die Lombardei räumen musste. Das Regiment Betschart, zusammen mit dem Regiment Amrhyn (nachstehend), waren unter dem Herzog von Vendome eingegliedert und verloren zwei Drittel ihres Bestandes. Oberst Betschart wurde bei der Belagerung von Ivrea derart stark verwundet, dass er seinen Abschied nehmen musste. Das Regiment wurde 1706 unter Oberst Püntener, als Spanien das Herzogtum Mailand räumte, abgedankt, da es gemäss seiner Kapitulation nur in Italien eingesetzt werden durfte. | |

| Bezeichnung, Einsatzdauer         | (17esp) Regiment Amrhyn 1703–1715 | (17esp) Regiment Amrhyn 1703–1715 |
| Jahr, Vertragspartner             | 1703, Luzern mit Philipp V. | |
| Bestand, Formation                | 1 Regiment von 3'200 Mann, organisiert und ausgerüstet wie das Regiment Betschart. Anders als das Regiment Betschart/ Püntener konnte Amrhyn ausser in Italien auch in Spanien operieren. | 1 Regiment von 3'200 Mann, organisiert und ausgerüstet wie das Regiment Betschart. Anders als das Regiment Betschart/ Püntener konnte Amrhyn ausser in Italien auch in Spanien operieren. |
| Herkunft Kader, Truppe            | Aus der katholischen Eidgenossenschaft. | |
| Besitzer, Kommandant, Namensgeber | Oberst Karl Anton Amrhyn aus Luzern; 1706 Oberst Jost Amrhyn, sein Cousin, vorher Oberstleutnant des Regiments. | |
| Einsatz, Ereignisse               | Das Regiment kämpfte 1706 erfolgreich aber mit enormen Verlusten unter dem Herzog von Vendome mit den spanisch-französischen Truppen bei Calcinato, mit Frankreich unter Jacques Léonor Rouxel, comte de Grancey bei Castiglione gegen die kaiserlichen Truppen und besonders heftig in Turin unter dem Kommando von Herzog d'Aubuisson gegen die vereinten kaiserlichen und piemontesischen Kräfte. Philipp V. musste anschliessend die Lombardei räumen und bildete aus den 4 Rumpfbataillonen Amrhyns ein Regiment, bestehend aus zwei Bataillonen, das von Oberst Amrhyn in die Schweiz zurückgeführt wurde, wo er zurücktrat. Sein Cousin Jost führte das Rumpfregiment noch im gleichen Jahr nach Frankreich zurück, wo es in den Reihen von General Medavi in Montpellier den Winter verbrachte und als erste Schweizer Truppe in spanischen Diensten mit der himmelblauen Uniform eingekleidet wurde. 1707 zeichnete es sich in Spanien unter dem Herzog von Berwick bei Almanza in Kastilien und 1714 bei der erfolgreichen Belagerung von Barcelona in Katalonien aus. Es wurde nach der vollständigen Unterwerfung Kataloniens durch Frankreich 1716 abgedankt. | |

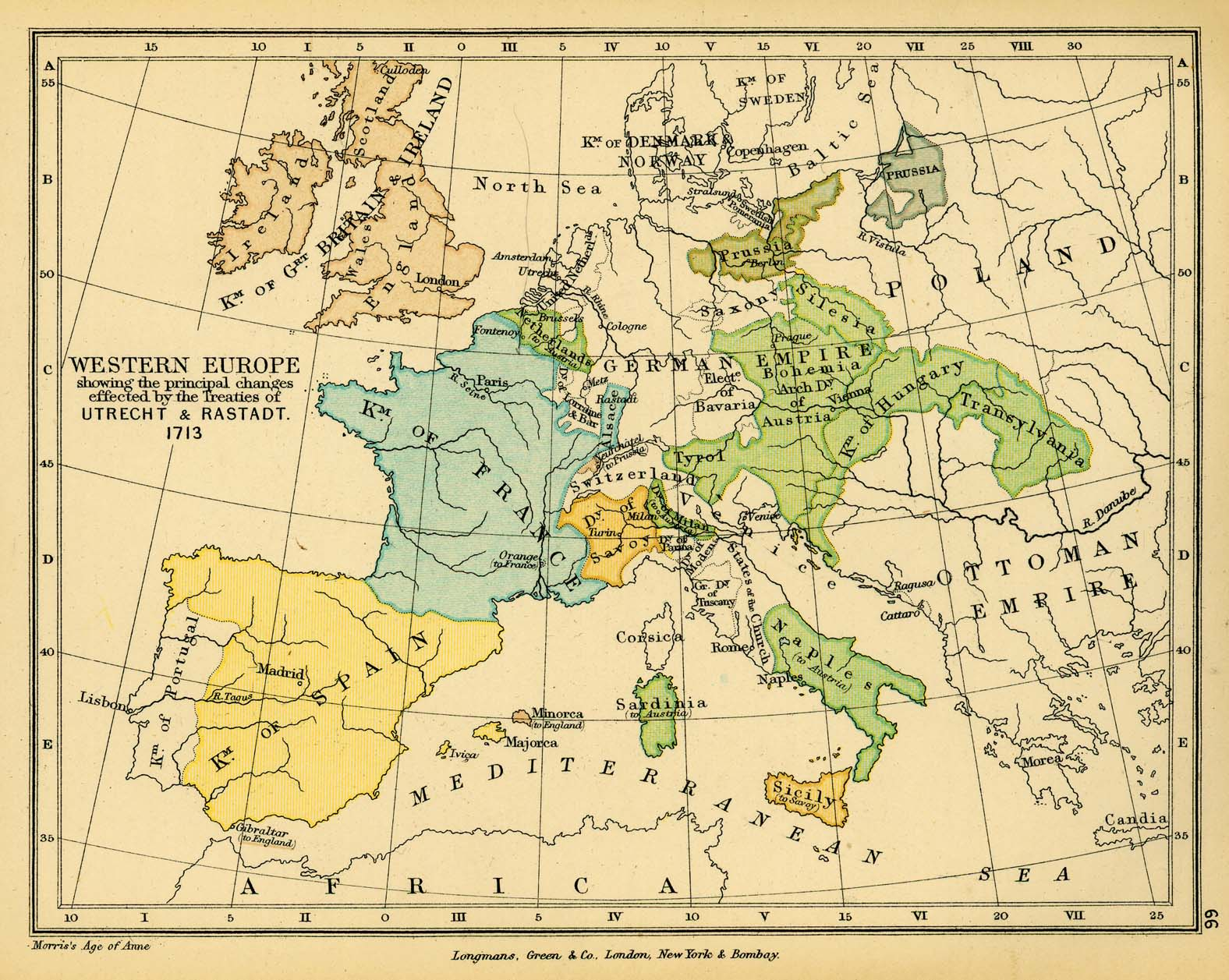
Europa im Jahre 1713 nach den Friedensverträgen von Rastatt und Utrecht

Österreichs Feldherr Prinz Eugen konnte trotz erfolgreicher Kriegsführung die Übernahme der spanischen Krone durch die Bourbonen nicht verhindern, erreichte aber im Frieden von Rastatt 1714 die Zuteilung spanischer Territorien an Österreich:
- Breisach am Rhein;
- Freiburg im Breisgau und Kehl;
- die Spanischen Niederlande;
- das Königreich Sardinien;
- die früher zur spanischen Krone gehörenden Teile in Italien, einschliesslich der Lombardei mit Herzogtum Mailand, Herzogtum Mantua;
- und das Königreich Neapel.

Damit war die Mailänder Kapitulation hinfällig. Die beiden Regimenter Püntener und Amrhyn wurden aus Mailand zurückgezogen und es kam in der Folge zur Einstellung von Schweizer Regimentern in Spanien direkt.
| Bezeichnung, Einsatzdauer         | (18esp) Regiment von Salis 1719–1721 | (18esp) Regiment von Salis 1719–1721                                   |
| Jahr, Vertragspartner             | 1719, Andreas von Salis mit Don Felix Corneyo, Botschafter in der Eidgenossenschaft, für Philipp V. |                                                                        |
| Bestand, Formation                | 1 Regiment von 1600 Mann mit 8 Kompanien zu 200 Mann in 2 Bataillonen. | 1 Regiment von 1600 Mann mit 8 Kompanien zu 200 Mann in 2 Bataillonen. |
| Herkunft Kader, Truppe            | aus den Drei Bünden. |                                                                        |
| Besitzer, Kommandant, Namensgeber | Oberst Andreas von Salis (Rietberg). |                                                                        |
| Einsatz, Ereignisse               | Das Regiment, zusammen mit dem Regiment Mayor, ergänzte das spanische Korps in Sizilien, wurde jedoch 1721 entlassen, nachdem von Salis einen Konfessionswechsel entschieden abgelehnt hatte, «da das spanische Volk keine Ketzer in spanischen Uniformen ertrage». |                                                                        |

| Bezeichnung, Einsatzdauer         | (19esp) Regiment Mayor 1719–1721 | (19esp) Regiment Mayor 1719–1721                                       |
| Jahr, Vertragspartner             | 1719, Benjamin Mayor mit Kardinal Aquaviva, Botschafter Spaniens in Rom, für Philipp V, ohne Bewilligung der katholischen Kantone und gegen den ausdrücklichen Einspruch von Bern.                                          |                                                                        |
| Bestand, Formation                | 1 Regiment von 1600 Mann mit 8 Kompanien zu 200 Mann in 2 Bataillonen. | 1 Regiment von 1600 Mann mit 8 Kompanien zu 200 Mann in 2 Bataillonen. |
| Herkunft Kader, Truppe            | Aus den beiden von Venedig entlassenen Regimentern Müller und Stockar. |                                                                        |
| Besitzer, Kommandant, Namensgeber | Oberst Benjamin Mayor aus Morges starb während des Zusammenzugs der Truppe in Livorno; 1719, das Regiment wurde von seinem Bruder François-Louis Mayor übernommen.                                                          |                                                                        |
| Einsatz, Ereignisse               | Das Regiment ergänzte das spanische Korps in Sizilien, wurde jedoch 1721, wie das Regiment von Salis, vom bigotten König aus Glaubensgründen entlassen, nachdem Mayor einen Konfessionswechsel entschieden abgelehnt hatte. |                                                                        |

| Bezeichnung, Einsatzdauer         | (20esp) Regiment Nideröst 1724–1748, nachher in Neapel bis 1789 | (20esp) Regiment Nideröst 1724–1748, nachher in Neapel bis 1789 |
| Jahr, Vertragspartner             | 1721, die katholischen Kantone und der Fürstabt von St. Gallen schlossen ein Bündnis mit Philipp V., 1744 verlängert um 20 Jahre. Dies obwohl Spanien nach dem Spanischen Erbfolgekrieg finanziell ruiniert war und das Herzogtum Mailand, mit der Mailänder Kapitulation traditionellerweise Werbeort der eidgenössischen Söldner, verloren hatte. Der König verlangte erstmals, was bisher den Kantonen vorbehalten war, nämlich den Obersten, Oberstleutnant und Major zu ernennen! Sämtliche Truppenangehörigen mussten sich zur apostolischen römisch-katholischen Religion bekennen. 1724, Kapitulation des Schwyzers Ignaz von Nideröst auf 10 Jahre, 1734 erneuert. Die Truppe sollte ausdrücklich als Schwyzer Standesregiment gebilligt werden und die Kompanien wurden erblich. 1735 suchte deshalb der Nachfolger von Nideröst, der Obwaldner Josef Ignaz Wirz, in Schwyz, das das Regiment für sich beanspruchte, um Bestätigung nach und erklärte, dass: „Meine fürnemen gnädigen Herren [des Kantons Schwyz] allein mein Richtschnuor seyn werden, ich ganzlich dero befolgen geloben, und von dero hoch mögenden gewalt allein dependieren werde.“ Schwyz verstrickte sich aber in Querelen mit Unterwalden, abwechselnd von Ob- und Nidwalden an der Tagsatzung vertreten, was die Angelegenheit zusätzlich erschwerte. Schwyz war vor allem um die kantonalen Besitzverhältnisse der bisher mehrheitlich schwyzerischen Kompanien, die wirtschaftliche Basis der lokalen Oberschicht, besorgt und anerkannte die Kapitulation von Wirz zuerst nicht, duldete sie jedoch letztlich.                                               |                                                                 |
| Bestand, Formation                | 1 Linienregiment in 2 Bataillonen mit 3 Infanteriekompanien à 200 Mann und 1 Grenadierkompanie à 110 Mann, 1728 auf 3 Bataillone erweitert, insgesamt 2'130 Mann. 1732 wurde die Truppenstärke auf 2'840 Mann durch ein 4. Bataillon erhöht, das 1733 in Spanien verblieb. 1742 nach Neapel nachgeschoben, erlitt dieses 4. Bataillon aber rasch enorme personelle Verluste und wurde wegen Überschuldung bereits im nächsten Jahr aufgelöst. |                                                                 |
| Herkunft Kader, Truppe            | Aus den katholischen Teilen der (protestantischen) Regimenter von Salis und Mayor (von Philipp V. 1721 aus Glaubensgründen entlassen) ergänzt mit Rekruten aus den katholischen Kantonen und der Fürstabtei St. Gallen. |                                                                 |
| Besitzer, Kommandant, Namensgeber | 1724 Oberst Karl Ignaz von Niederöst aus Schwyz, Oberstleutnant aus dem Regiment Mayor, mit einem 10-jährigen Vertrag (1734 um 10 Jahre verlängert); 1735 Oberst Wolfgang Ignaz Wirz von Rudenz aus Obwalden; 1751 Josef Ignaz Wirz, sein Sohn. |                                                                 |
| Einsatz, Ereignisse               | Niederöst verstand es, die umhergeschobene Truppe zu disziplinieren und leistungsmässig auf einen guten Stand zu bringen. Das Regiment kam 1732 in Afrika gegen die Mauren bei der Eroberung von Oran zum Einsatz. Es verliess 1733 Spanien mit drei seiner Bataillone und wurde vom Infanten Don Carlos Sebastián de Borbón y Farnesio mit seinem Regiment zusammen mit dem Regiment Bessler bei der Eroberung seiner Ansprüche auf der Halbinsel Italiens und des Königreiches Neapel und Sizilien eingesetzt. Er war in der Schlacht von Bitonto beteiligt und fiel 1735 bei der Belagerung und der Erstürmung der Zitadelle von Syrakus. Österreich protestierte an einer Tagsatzung 1734 energisch aber ergebnislos über den gegen die Erbeinung verstossenden Offensiveinsatz der eidgenössischen Truppen. 1735, nach dem Tod von Nideröst, wurde das Kommando über das Regiment von Oberst Wirz übernommen. Es kam 1742 und 1744 bis 1746 im Österreichischen Erbfolgekrieg bei den Kämpfen in Mittel- und Oberitalien gegen Österreich zum Einsatz. Spanien war nach dem Abschluss des Zweiten Familienpaktes der spanischen und französischen Bourbonen in den Krieg eingetreten. Beim Tode Philipps V. 1746 war die Kriegslage jedoch ungünstig. Das Regiment wechselte 1748, bis dann vom spanischen König finanziert, definitiv in neapolitanische Dienste in den Dienst von Karl VII., König von Neapel und Sizilien. Er übernahm die 1744 verlängerte spanische Kapitulation, die König Ferdinand IV., sein jüngerer Sohn und Nachfolger, 1764 und in den 1780er Jahren erneuerte. Das Regiment Wirz wurde in Neapel 1789 abgedankt. |                                                                 |

| Bezeichnung, Einsatzdauer         | (21esp) Regiment Bessler 1725–1749 | (21esp) Regiment Bessler 1725–1749 |
| Jahr, Vertragspartner             | 1721, die katholischen Kantone und der Fürstabt von St. Gallen schlossen ein Bündnis mit Philipp V., 1744 verlängert um 20 Jahre. Dies obwohl Spanien nach dem Spanischen Erbfolgekrieg finanziell ruiniert war und das Herzogtum Mailand, mit der Mailänder Kapitulation traditionellerweise Werbeort der eidgenössischen Söldner, verloren hatte. Der König verlangte erstmals, was bisher den Kantonen vorbehalten war, nämlich den Obersten, Oberstleutnant und Major zu ernennen! Sämtliche Truppenangehörigen mussten sich zur apostolischen römisch-katholischen Religion bekennen. 1725, Kapitulation des Urners Karl Alfons Bessler von Wattingen, vermittelt von Karl Franz Jauch, Oberstleutnant vom Regiment Nideröst gewechselt zu Bessler, 1737 um 12 Jahre verlängert. Die Truppe wurde als Urner Standesregiment gebilligt und die Kompanien erblich. |                                    |
| Bestand, Formation                | 1 Regiment von 2'400 Mann mit 3 Bataillonen aus 3 Füsilierkompanien à 200 Mann und 1 Grenadierkompanie von 100 Mann, später auf 4 Bataillone mit insgesamt 2'854 Mann erhöht. |                                    |
| Herkunft Kader, Truppe            | Aus der katholischen Innerschweiz. |                                    |
| Besitzer, Kommandant, Namensgeber | 1725, Oberst Karl Alfons Bessler von Wattingen aus Altdorf, Oberstleutnant Karl Franz Jauch aus Uri, Major Karl Müller aus Glarus; 1742, Friedrich Alfons Bessler, sein Sohn. |                                    |
| Einsatz, Ereignisse               | Das dritte und vierte Bataillon des Regiments verliessen 1731 Spanien, stellvertretend geführt von seinem Oberstleutnant Karl Franz Jauch (bis 1734 Friedrich Alfons Bessler die Nachfolge antrat), um in Italien eingesetzt zu werden. 1733 waren sie zusammen mit dem Regiment Nideröst an vorderster Front beteiligt an der Invasion der Halbinsel, als der Infant Don Carlos Sebastián de Borbón y Farnesio, der spätere spanische König Karl III., die ihm zugesprochenen Gebiete in Parma, Piacenza, der Toskana sowie insbesondere 1734/35 das Königreich Neapel und Sizilien eroberte und sich zu dessen König proklamierte. Für Kaiser Karl VI. war der Verlust dieses Königreichs das kleinere Übel als das Risiko des Aussterbens seiner Habsburger Dynastie. Er suchte, ohne männlichen Nachwuchs und auf die Einsetzung seiner Tochter Maria Theresia als Thronerbin bedacht, die Zustimmung Frankreichs für seine Pragmatische Sanktion zu gewinnen und willigte deshalb 1735 im Wiener Präliminarfrieden in eine Sekundogenitur der spanischen Bourbonen in Neapel ein. Don Carlos wurde daraufhin 1735 als Karl VII. zum König von Neapel und Sizilien gekrönt. Die in Spanien verbliebenen Bataillone kamen 1732 in Afrika gegen die Mauren bei der Eroberung von Oran zum Einsatz. 1741 wurden sie ebenfalls nach Italien unter das Kommando von Friedrich Alfons Bessler transferiert. Karl Alfons Bessler starb 1742, im Jahr als sein Sohn mit dem Regiment, nach dem Abschluss des Zweiten Familienpaktes der spanischen und französischen Bourbonen, im Österreichischen Erbfolgekrieg in die Kämpfe in Mittel- und Oberitalien gegen Österreich und seine Verbündeten verwickelt wurde. 1743 gehörte das Regiment (gemeinsam mit dem Regiment Arregger) zur Armee des Grafen von Gages, der in der Schlacht von Campo Santo, wie eigenartigerweise der gegnerische Kommandant Graf von Traun ebenfalls, den Sieg beanspruchte. Wegen Differenzen mit seinen Vorgesetzten verschob Friedrich Alfons Bessler 1745 das Regiment ins Winterquartier und setzte sich selber in die Schweiz ab. Alle Bemühungen des spanischen Hofes zu seiner Rückkehr fruchteten nichts. Die Truppe wurde daraufhin bis zum Ablauf der Kapitulation und ihrer Entlassung 1749 von Stellvertretern geführt. Die Quellen sind nicht eindeutig. Sie sprechen von Johann Jakob Kolin oder Sebastian Anton Jauch, eine sogar wieder von Friedrich Alfons Bessler selber. |                                    |

| Bezeichnung, Einsatzdauer         | (22esp) Regiment Arregger 1734–1757 | (22esp) Regiment Arregger 1734–1757 |
| Jahr, Vertragspartner             | 1734, Partikularkapitulation des Solothurners Peter Arregger mit Philipp V. |                                     |
| Bestand, Formation                | 1 Regiment von 1'600 Mann in 2 Bataillonen von 4 Kompanien à 200 Mann, 1742 mit 4 Kompanien oder einem 3. Bataillon auf 2'400 Mann aufgestockt. |                                     |
| Herkunft Kader, Truppe            | Teile des Regiments Nideröst ergänzt mit Rekruten aus der katholischen Schweiz. |                                     |
| Besitzer, Kommandant, Namensgeber | 1734–1736 Peter von Arregger; 1738 Johann Viktor Lorenz von Arregger, sein jüngerer Bruder; 1744 Leonz Mauritz Schwaller aus Solothurn; 1751 Karl von Reding aus Schwyz. |                                     |
| Einsatz, Ereignisse               | Das Regiment wurde von Genua nach Barcelona und, nachdem es Spanien durchquert hatte, 1734 von Cádiz nach Afrika verschifft zur Verteidigung von Ceuta und Oran. Der jüngere Bruder des Obersten und Oberstleutnant des Regiments, Lorenz, wurde bei der Überfahrt von algerischen Piraten gefangen, versklavt und verbrachte 4 Jahre unter härtesten Bedingungen in Algier, bis er sich loskaufen konnte. 1736, zurück in Spanien, wurde das Regiment als Schutztruppe gegen Portugal in der Extremadura eingesetzt, wo Peter Arregger starb und 1738 von seinem Bruder Lorenz, frisch in Freiheit, abgelöst wurde. 1743 gehörte das Regiment (gemeinsam mit dem Regiment Bessler) zur Armee des Grafen von Gages, der in der Schlacht von Campo Santo, wie eigenartigerweise der gegnerische Kommandant Graf von Traun ebenfalls, den Sieg beanspruchte. Bessler verliess, nach der erfolgreichen Teilnahme an den Kampagnen der Jahre 1743 und 1744, das Regiment aus Verärgerung. Seine Nachfolge übernahm Leonz Schwaller, vorher Oberstleutnant. 1745 war das Regiment (mit den Regimentern von Thurn und Alt Reding) entscheidend an den Siegen des Herzogs von Modena in Novi gegen den österreichischen General Ferdinand Ludwig Schulenburg, in Tortona und bei der Eroberung des Herzogtums Parma und Piacenza beteiligt. Anschliessend zeichnete es sich (zusammen mit den Regimentern Dunant und Jung-Reding) unter dem Infanten Philipp in der Schlacht von Bassignana aus. 1749 wurde das 3. Bataillon aufgelöst und 1751 starb Schwaller in Fraga (Aragonien). Das Kommando ging 1751 an den Schwyzer Karl von Reding über. 1757 wurde das Regiment abgedankt. Ein Bataillon ging im Regiment Buch auf und das zweite wurde entlassen. |                                     |

| Bezeichnung, Einsatzdauer         | (23esp) Regiment von Sury, Regiment 1 1734–1823 | (23esp) Regiment von Sury, Regiment 1 1734–1823 |
| Jahr, Vertragspartner             | 1734, Partikularkapitulation des Solothurners Josef Sury mit Philipp V. Das Regiment wurde 1756 von Solothurn avouiert (völkerrechtlich anerkannt), obschon es in das Eigentum des Königs übergegangen war. |                                                 |
| Bestand, Formation                | 1 Regiment von 1'600 Mann in 2 Bataillonen von 4 Kompanien à 200 Mann, 1742 mit 4 Kompanien oder einem 3. Bataillon auf 2'400 Mann aufgestockt. In der Kapitulation von 1804 wurden die Werbekreise und die Organisation der Regimenter festgelegt: 2 Bataillone mit je 1 Grenadierkompanie und 4 Füsilierkompanien. Die Grenadierkompanie zählte 112 Mann, einschliesslich 1 Hauptmann, 1 Leutnant, 1 Unterleutnant, 2 Wachtmeister, 8 Korporale, 2 Tambouren und 96 Grenadiere. Die Füsilierkompanie bestand aus 206 Mann, inklusive 2 Hauptleute, 2 Leutnants, 2 Unterleutnants, 6 Wachtmeistern, 16 Korporalen, 4 Tambouren und 174 Füsilieren. Der Stab des 1. Bataillons sollte aus 21 Mann und derjenige des 2. Bataillons aus 16 Mann bestehend, somit belief sich der Sollbestand der spanischen Schweizerregimenter 1–6 1807, bei Beginn der französischen Invasion von Spanien, auf 1909 Mann. Die Rekruten sollten zu einem Drittel aus der Schweiz und der Rest Deutsche sein. Unter Deutschen wurden dann auch Dänen, Schweden, Norweger und schliesslich Angehörige verschiedener europäischen Länder (sogar Polen) subsumiert. Die Drittelsklausel konnte allerdings in der Praxis nur bei den Offizieren eingehalten werden. |                                                 |
| Herkunft Kader, Truppe            | Aus der katholischen Schweiz. Mit der Kapitulation 1804 wurde der Werbekreis des Regiments Wimpfen auf die Kantone Solothurn, Freiburg und Aargau ausgedehnt. |                                                 |
| Besitzer, Kommandant, Namensgeber | 1734 Oberst Josef Sury de Bussy; 1745 Oberst Felix Hieronymus Buch; 1783 Oberst Amanz Krutter;; 1788 Oberst Franz Josef Schwaller; 1802 Oberst Anton Schmid, ein Elsässer, in Rietholz (Solothurn) naturalisiert, mit Oberstleutnant Viktor Wirz aus Solothurn und Major Joseph Schmid ebenfalls aus Solothurn; 1803 Oberst Felix Schwaller aus Solothurn; 1804 Oberst Ludwig von Wimpfen aus Altkirch (Elsass), ab 1814 Ehrenbürger von Solothurn; 1821 der Bellenzer Grossmajor (und graduierter Oberst) Augustin Cusa bis zur Auflösung 1835 des Regiments. |                                                 |
| Einsatz, Ereignisse               | 1743, im Österreichischen Erbfolgekrieg, gehörte das Regiment zur Armee von Marquis de la Mina die, gemeinsam mit einer französischen Armee, in das Piemont vorstiess. Sury deckte dann erfolgreich den Rückzug der spanischen Armee in das Winterquartier in der Provence gegen die piemontesischen Kräfte. In der Kampagne von 1744 nahmen die vier Schweizer Regimenter von Sury, Dunant, Alt-Reding und Jung-Reding in der Armee des spanischen Infanten Philipp an der verlustreichen Eroberung der piemontesischen Befestigungen bei Villefranche-sur-Mer und der Festung Mont Alban teil, bei der der piemontesische Befehlshaber, Victor Amédée François Philippe de Savoie, Marquis de Suze, gefangen wurde und 90 Kanonen erbeutet werden konnten. Beim anschliessenden Vorstoss in die Grafschaft Nizza zeichneten sich die Schweizer Regimenter unter dem Prinzen Conti in der Schlacht bei Cuneo gegen den sardinischen König Karl Emanuel III. bei der letztlich erfolglosen Belagerung dieser Stadt aus. 1745, beim Vormarsch durch das Pragelato gegen die Festung Exilles unter dem Kommando des Grafen von Lautrec wurde Sury beim Angriff auf die piemontesischen Befestigungen bei Usseaux tödlich verwundet. Oberst Hieronimus Buch ersetzte ihn. 1746 beendete die längste und blutigste Schlacht bei Piacenza den Krieg in Italien und zwang die französisch-spanische Allianz endgültig zum Rückzug von der Apenninenhalbinsel. Die beteiligten Schweizer Regimenter hatten dabei den grössten Teil ihrer Offiziere und Soldaten verloren. Die Bestände konnten jedoch im nächsten Jahr wieder ergänzt werden. 1749, nach dem Frieden von Aachen, der den Österreichischen Erbfolgekrieg beendete, reorganisierte Ferdinand VI. die spanischen Streitkräfte: das 3. Bataillon des Regiments wurde aufgelöst. 1757 wurden zudem die Kompanien von 200 auf 150 Mann reduziert. Oberst Buch war 1775 an der Expedition nach Algerien und im Amerikanischen Unabhängigkeitskrieg an der Belagerung von Gibraltar (auf den Kanonenflössen und der Flotte) beteiligt. 1781/82 war das Regiment Teil der Brigade Ehrler (Brigadier Karl Ehrler, Kommandant des 3. Regiments als Chef, Oberst Hieronimus Buch vom 1. Regiment als 2. Kommandant), zusammen mit den Schweizer Regimentern Buch, von Thurn, Ehrler (Alt-Reding) und Betschart (Jung-Reding) im Expeditionskorps des Herzogs von Crillon nach Menorca zur Eroberung der englischen Festung San Felipe am Hafeneingang von Mahon. 1793 bildete das Regiment (zusammen mit dem 2. Regiment) die Nachhut beim Rückzug in Katalonien. 1794 und 1795 kämpfte das erste Bataillon in der Armee von Katalonien, 1795 das zweite Bataillon in derjenigen von Navarra. Beim Feldzug Napoleons in Spanien war das Regiment in Tarragona in Garnison, aber über Katalonien zerstreut, und kämpfte, den spanischen Bourbonen treu geblieben, in mehr als zweiundvierzig verlustreichen Kämpfen u. a. bei der Verteidigung von Saragossa und Tarragona sowie der Insel de las Medas gegen die französische Armee und Joseph I. 1808 war es Unterleutnant Franz Krutter aus Solothurn, der mit 24 Mann die Freiwilligen aus Igualada und Manresa in den siegreichen Gefechten im Bruch de Igualada führte. Diese Aktion war das Signal für die Erhebung von ganz Katalonien! Das Regiment kämpfte als Teil der Kräfte von Theodor von Reding, der unter Francisco Javier Castaños 1808 als Generalleutnant in der Schlacht von Bailén an der Spitze der Schweizerregimenter den politischen Mythos der Unbesiegbarkeit der Franzosen brach. Später war es mit der Division volante (Kampftruppe ad hoc) von Enrique O’Donnell und Pedro Sarsfield kreuz und quer in Katalonien unterwegs sowie im Réduit in den katalanischen Bergen in Urgel und Berga. Zu Beginn der Kämpfe, 1808, wies das Regiment Wimpfen einen Bestand von 2056 Mann auf, worunter 562 Schweizer. 1810 musste das Regiment wegen seiner grossen Verluste mit einer speziellen Ordonnanz auf 1 Bataillon mit 6 Kompanien verkleinert werden. Er reduzierte sich – von der Schweiz abgeschnitten, daher mit fehlender Nachrekrutierung und nur gelegentlich durch Überläufer oder Gefangene ergänzt – bis 1812, am Ende des Krieges, auf blosse 152 Mann ! 1810 war das Regiment mit einer speziellen Ordonnanz auf 1 Bataillon mit 6 Kompanien reduziert worden. Als wieder die Bourbonen am Ruder waren, erholten sich die Bestände nur zögerlich. Bei einer Inspektion 1820 in Barcelona zählte das chronisch unterbezahlte Regiment Wimpfen noch 3 Chefs, 35 Offiziere und 411 Soldaten. Die Verabschiedung des königstreuen Regiments war entwürdigend. Bei bereits angekündigtem Dekret der Cortes für 1823 zur Entlassung musste das Kader 1822 (zusammen mit demjenigen des 4. Regiments) eine Strafkolonie nach Mallorca eskortieren und wurde anschliessend auf die Insel Menorca in Garnison geschickt. Die Cortes ratifizierte das Dekret jedoch nicht. Die Entlassung des Regiments erfolgte 1835. |                                                 |

## Eine Frau setzt sich durch
Als 1740 auch der letzte österreichische Habsburger, Kaiser Karl VI., ohne männlichen Erben starb, hatte sich seine gemäss der Pragmatischen Sanktion vorgesehene Nachfolgerin und Tochter, Maria Theresia, gegen gleich 3 weitere Bewerber um sein Erbe zu behaupten. Bayern (Wittelsbacher), Spanien (Bourbonen) und Sachsen (Wettiner) verbunden im Vertrag von Nymphenburg von 1741, dem sich auch Preussen, Frankreich, Schweden, Neapel, die Kurpfalz und Kurköln anschlossen, forderten Österreich (Habsburger), unterstützt von Grossbritannien und der Niederlande, im Österreichischen Erbfolgekrieg 1740–1748 heraus. Er wurde zu einem weltumspannenden Konflikt, der ausser in Europa auch in Amerika und Indien ausgetragen wurde. Im Frieden von Aachen 1748 musste Österreich jedoch schliesslich einzig Schlesien Preussen überlassen und Maria Theresia hatte sich als Erbin durchgesetzt.

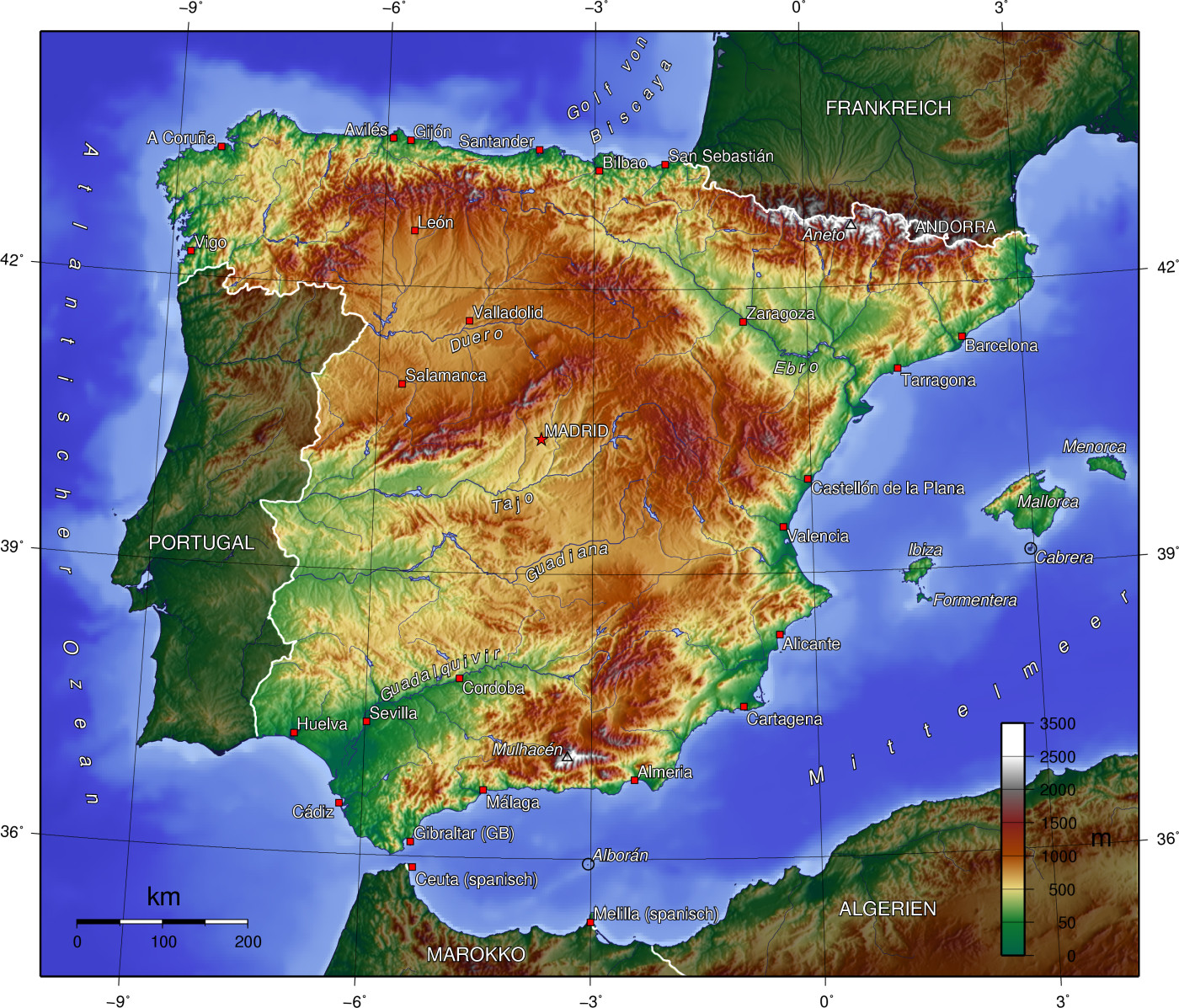
Spanien

1743 verfügte Philipp V. über die Schweizer Truppen mit folgendem Nominalbestand:
| 2 Bataillone                                    | Bessler     | 1'600 Mann  |
| 3 Bataillone                                    | Schwaller   | 2'400 Mann  |
| 3 Bataillone                                    | Buch        | 2'400 Mann  |
| 3 Bataillone                                    | Dunant      | 2'400 Mann  |
| 3 Bataillone                                    | Alt-Reding  | 2'400 Mann  |
| 3 Bataillone                                    | Jung-Reding | 2'400 Mann  |
| 17 Bataillone in 6 Regimentern mit 68 Kompanien | Total       | 13'600 Mann |

Diese Schweizer Regimenter erlitten im Österreichischen Erbfolgekrieg, in den die spanischen Bourbonen 1743, nach dem Abschluss des Zweiten Familienpakt mit den französischen Bourbonen, eingetreten waren, – mit der Absicht, sich wieder in Italien festzusetzen – in den zahlreichen Kämpfen und durch eine horrende Desertionsrate enorme Verluste. Viele Kompanieinhaber konnten die Bestände nicht mehr auffüllen und verarmten.
Solothurn, beispielsweise, hatte zeitweilig 32 Kompanien in Spanien. Da der König die Zahlungen schuldig blieb, wurden vierzig angesehene Familien dadurch ruiniert.
Trotzdem wurden immer wieder neue Kapitulationen abgeschlossen.
| Bezeichnung, Einsatzdauer         | (24esp) Regiment Dunant, Regiment 2 1742–1808 | (24esp) Regiment Dunant, Regiment 2 1742–1808 |
| Jahr, Vertragspartner             | 1742, Partikularkapitulation des Waadtländers Georges Dunant mit Philipp V., vertreten durch den spanischen Sondergesandten Don Blasio Jovér d'Alcazar, für 20 Jahre. 1758 vom Fürstabt Cölestin Gugger von Staudach von St. Gallen avouiert (völkerrechtlich anerkannt), der das Regiment erwarb. | 1742, Partikularkapitulation des Waadtländers Georges Dunant mit Philipp V., vertreten durch den spanischen Sondergesandten Don Blasio Jovér d'Alcazar, für 20 Jahre. 1758 vom Fürstabt Cölestin Gugger von Staudach von St. Gallen avouiert (völkerrechtlich anerkannt), der das Regiment erwarb. |
| Bestand, Formation                | 1 Regiment mit 3 Bataillonen von 800 Mann in 4 Kompanien zu 200 Mann. Ab 1804 organisiert wie bei Regiment 1, mit Werbekreis Luzern, St. Gallen und Thurgau. | |
| Herkunft Kader, Truppe            | Aus den Stiftslanden des Fürstabts von St. Gallen und katholisch Appenzell. | |
| Besitzer, Kommandant, Namensgeber | 1742 Oberst Georges Dunant aus Nyon; 1773 Oberst Josef Fidel von Thurn aus St. Gallen; 1795 Oberst Johann Christoph Rüttimann aus Luzern; 1805 Oberst Karl von Reding von Biberegg aus Schwyz, bis 1808 (bei Bailen gefangen), mit Oberstleutnant Joseph Jacquet aus Freiburg (1806 in Bailen gefallen) und Major Beda von Thurn aus Schaffhausen. | |
| Einsatz, Ereignisse               | In der Kampagne von 1744 im Österreichischen Erbfolgekrieg nahmen die vier Schweizer Regimenter Dunant, von Sury, Alt-Reding und Jung-Reding in der Armee des spanischen Infanten Philipp an der verlustreichen Eroberung der piemontesischen Befestigungen bei Villefranche-sur-Mer und der Festung Mont Alban teil, bei der der piemontesische Befehlshaber, Victor Amédée François Philippe de Savoie, Baron von Suze, gefangen wurde und 90 Kanonen erbeutet werden konnten. Beim anschliessenden Vorstoss in die Grafschaft Nizza zeichneten sich die Schweizer Regimenter unter dem Prinzen Conti in der Schlacht bei Cuneo gegen den sardinischen König Karl Emanuel III. bei der letztlich erfolglosen Belagerung dieser Stadt aus. 1746 beendete die längste und blutigste Schlacht bei Piacenza den Krieg in Italien und zwang die französisch-spanische Allianz endgültig zum Rückzug von der Apenninenhalbinsel. Die beteiligten Schweizer Regimenter hatten dabei den grössten Teil ihrer Offiziere und Soldaten verloren. Die Bestände konnten jedoch im nächsten Jahr wieder ergänzt werden. 1747 gehörten die Regimenter Dunant, Buch und Jung-Reding zur Truppe von Marschall von Belle-Isle, die aus der Provence die österreichisch-piemontesischen Truppen wieder in das Piemont und in die Lombardei zurückwerfen konnten. im selben Jahr verstärkten 2 Bataillone des Regiments (mit zwei des Regiments Jung-Reding) die Verteidiger von Genua, gegen die österreichischen Angriffe von General Ferdinand Ludwig Schulenburg. 1749, nach dem Frieden von Aachen, der den Österreichischen Erbfolgekrieg beendete, reorganisierte Ferdinand VI. die spanischen Streitkräfte: das 3. Bataillon des Regiments wurde aufgelöst. 1757 wurden zudem die Kompanien von 200 auf 150 Mann reduziert. 1781/82 war das Regiment Teil der Brigade Ehrler (Brigadier Karl Ehrler, Kommandant des 3. Regiments als Chef, Oberst Hieronimus Buch vom 1. Regiment als 2. Kommandant), zusammen mit den Schweizer Regimentern Buch, von Thurn, Ehrler (Alt-Reding) und Betschart (Jung-Reding) im Expeditionskorps des Herzogs von Crillon nach Menorca zur Eroberung der englischen Festung San Felipe am Hafeneingang von Mahon. Das Regiment stiess 1793 ins Roussillon vor und diente im folgenden Jahr (zusammen mit dem 1. Regiment) als Nachhut beim Rückzug in Katalonien. 1808 beim Einmarsch der Franzosen in Spanien stand das 2. Regiment Karl von Reding, in Madrid, d. h. inmitten von französischen Truppen und Geschützen. Trotz der Drohung der Luzerner Regierung mit dem Verlust des Heimatrechts, falls die Luzerner Kantonsangehörigen nicht die Waffen niederlegten, wagte Karl von Reding nicht, sich den Franzosen zu widersetzen. Er wurde mit einem Bestand von 1686 Mann, davon nur 456 Schweizer, zusammen mit dem ebenfalls in Madrid stationierten Walliser 6. Regiment de Preux, dem Armeekorps von General Dupont einverleibt. Beide Regimenter gingen in der Schlacht von Bailén mit dem Armeekorps Dupont unter, nachdem es vorher zu einer Direktkonfrontation zwischen dem «französischen» 2. Regiment von Reding mit dem «spanischen» 3. Regiment Alt-Reding gekommen war. Dabei war aber ein Grossteil der Angehörigen des 2. und 6. Regiments von Reding und de Preux, zum Kommandanten der spanischen Schweizer Brigade (bestehend aus den Regimentern Wimpfen, Alt-Reding und Betschart) und Sieger der Schlacht, General Theodor von Reding, desertiert. Aus ihren Reihen stammte der Grundstock der neuen andalusischen Regimenter Baza, Almeria und Santa Fé, die mit Theodor von Reding in Katalonien kämpften. | In der Kampagne von 1744 im Österreichischen Erbfolgekrieg nahmen die vier Schweizer Regimenter Dunant, von Sury, Alt-Reding und Jung-Reding in der Armee des spanischen Infanten Philipp an der verlustreichen Eroberung der piemontesischen Befestigungen bei Villefranche-sur-Mer und der Festung Mont Alban teil, bei der der piemontesische Befehlshaber, Victor Amédée François Philippe de Savoie, Baron von Suze, gefangen wurde und 90 Kanonen erbeutet werden konnten. Beim anschliessenden Vorstoss in die Grafschaft Nizza zeichneten sich die Schweizer Regimenter unter dem Prinzen Conti in der Schlacht bei Cuneo gegen den sardinischen König Karl Emanuel III. bei der letztlich erfolglosen Belagerung dieser Stadt aus. 1746 beendete die längste und blutigste Schlacht bei Piacenza den Krieg in Italien und zwang die französisch-spanische Allianz endgültig zum Rückzug von der Apenninenhalbinsel. Die beteiligten Schweizer Regimenter hatten dabei den grössten Teil ihrer Offiziere und Soldaten verloren. Die Bestände konnten jedoch im nächsten Jahr wieder ergänzt werden. 1747 gehörten die Regimenter Dunant, Buch und Jung-Reding zur Truppe von Marschall von Belle-Isle, die aus der Provence die österreichisch-piemontesischen Truppen wieder in das Piemont und in die Lombardei zurückwerfen konnten. im selben Jahr verstärkten 2 Bataillone des Regiments (mit zwei des Regiments Jung-Reding) die Verteidiger von Genua, gegen die österreichischen Angriffe von General Ferdinand Ludwig Schulenburg. 1749, nach dem Frieden von Aachen, der den Österreichischen Erbfolgekrieg beendete, reorganisierte Ferdinand VI. die spanischen Streitkräfte: das 3. Bataillon des Regiments wurde aufgelöst. 1757 wurden zudem die Kompanien von 200 auf 150 Mann reduziert. 1781/82 war das Regiment Teil der Brigade Ehrler (Brigadier Karl Ehrler, Kommandant des 3. Regiments als Chef, Oberst Hieronimus Buch vom 1. Regiment als 2. Kommandant), zusammen mit den Schweizer Regimentern Buch, von Thurn, Ehrler (Alt-Reding) und Betschart (Jung-Reding) im Expeditionskorps des Herzogs von Crillon nach Menorca zur Eroberung der englischen Festung San Felipe am Hafeneingang von Mahon. Das Regiment stiess 1793 ins Roussillon vor und diente im folgenden Jahr (zusammen mit dem 1. Regiment) als Nachhut beim Rückzug in Katalonien. 1808 beim Einmarsch der Franzosen in Spanien stand das 2. Regiment Karl von Reding, in Madrid, d. h. inmitten von französischen Truppen und Geschützen. Trotz der Drohung der Luzerner Regierung mit dem Verlust des Heimatrechts, falls die Luzerner Kantonsangehörigen nicht die Waffen niederlegten, wagte Karl von Reding nicht, sich den Franzosen zu widersetzen. Er wurde mit einem Bestand von 1686 Mann, davon nur 456 Schweizer, zusammen mit dem ebenfalls in Madrid stationierten Walliser 6. Regiment de Preux, dem Armeekorps von General Dupont einverleibt. Beide Regimenter gingen in der Schlacht von Bailén mit dem Armeekorps Dupont unter, nachdem es vorher zu einer Direktkonfrontation zwischen dem «französischen» 2. Regiment von Reding mit dem «spanischen» 3. Regiment Alt-Reding gekommen war. Dabei war aber ein Grossteil der Angehörigen des 2. und 6. Regiments von Reding und de Preux, zum Kommandanten der spanischen Schweizer Brigade (bestehend aus den Regimentern Wimpfen, Alt-Reding und Betschart) und Sieger der Schlacht, General Theodor von Reding, desertiert. Aus ihren Reihen stammte der Grundstock der neuen andalusischen Regimenter Baza, Almeria und Santa Fé, die mit Theodor von Reding in Katalonien kämpften. |

| Bezeichnung, Einsatzdauer         | (25esp) Regiment Alt-Reding, Regiment 3 1743–1808 | (25esp) Regiment Alt-Reding, Regiment 3 1743–1808 |
| Jahr, Vertragspartner             | 1742, Josef Anton Reding aus Schwyz mit Philipp V., vertreten durch den spanischen Sondergesandten Don Blasio Jovér d'Alcazar, für 20 Jahre. 1756 von Schwyz avouiert (völkerrechtlich anerkannt). |                                                   |
| Bestand, Formation                | 1 Regiment mit einem Sollbestand von 3 Bataillonen mit 800 Mann in 4 Kompanien zu 200 Mann. Organisation ab 1804 wie bei Regiment 1. |                                                   |
| Herkunft Kader, Truppe            | Schwyz und katholische Innerschweiz. Ab 1804 mit Werbekreis Schwyz, Uri, Tessin, Graubünden, Glarus, Appenzell. |                                                   |
| Besitzer, Kommandant, Namensgeber | 1743 Oberst Josef Karl von Reding aus Schwyz; 1763 Oberst Anton von Reding; 1781 Oberst Karl Ehrler; 1788 Oberst Theodor von Reding, der spätere General-Leutnant; 1806 Oberst Nazar Reding, 1809 zum Gouverneur vom Mallorca ernannt, mit Oberstleutnant Chrétien Bagniaud aus dem Wallis und Major Jakob Freudiger aus Wilstedt in Deutschland; 1809 Oberst Anton Kaiser; 1815 Oberstleutnant Hans Waltispühl; 1827–1835 Oberst Ignaz Ulrich aus Steinen (Schwyz). |                                                   |
| Einsatz, Ereignisse               | In der Kampagne von 1744 im Österreichischen Erbfolgekrieg nahmen die vier Schweizer Regimenter Alt-Reding, von Sury, Dunant und Jung-Reding in der Armee des spanischen Infanten Philipp an der verlustreichen Eroberung der piemontesischen Befestigungen bei Villefranche-sur-Mer und der Festung Mont Alban teil. Beim anschliessenden Vorstoss in die Grafschaft Nizza zeichneten sich die Schweizer Regimenter unter dem Prinzen Conti in der Schlacht bei Cuneo bei der Abwehr des Angriffs des sardinischen Königs Karl Emanuel III. auf die Belagerer der Stadt aus. Die Belagerung wurde aber letztlich doch angebrochen. 1746 beendete die längste und blutigste Schlacht bei Piacenza den Krieg in Italien und zwang die französisch-spanische Allianz endgültig zum Rückzug von der Apenninenhalbinsel. Die beteiligten Schweizer Regimenter hatten dabei den grössten Teil ihrer Offiziere und Soldaten verloren. Die Bestände konnten jedoch im nächsten Jahr wieder ergänzt werden. 1749, nach dem Frieden von Aachen, der den Österreichischen Erbfolgekrieg beendete, reorganisierte Ferdinand VI. die spanischen Streitkräfte: das 3. Bataillon des Regiments wurde aufgelöst. Reding hatte sich stark verschuldet und geriet wegen der ausbleibenden Zahlungen in Konflikt mit den Vertretern der spanischen Krone, was ihm sogar zwei Monate Haft eintrug. 1757 wurden dann zusätzlich noch die Kompanien von 200 auf 150 Mann reduziert. 1781/82 war das Regiment Teil der Brigade Ehrler (Brigadier Karl Ehrler, Kommandant des 3. Regiments als Chef, Oberst Hieronimus Buch vom 1. Regiment als 2. Kommandant), zusammen mit den Schweizer Regimentern Buch, von Thurn, Ehrler (Alt-Reding) und Betschart (Jung-Reding) im Expeditionskorps des Herzogs von Crillon nach Menorca zur Eroberung der englischen Festung San Felipe am Hafeneingang von Mahon. Das Regiment unter Theodor Reding war am Oberlauf des Bidasoa in den westlichen Pyrenäen in einen Gebirgskrieg verwickelt und eroberte 1793 das Fort von Hendaye an der französisch-baskischen Grenze, was Oberst Reding, dreimal verwundet, die Beförderung zum Brigadier eintrug. Ein Jahr später deckte es mit schwersten Verlusten den fluchtartigen Rückzug der spanischen vor den französischen Truppen aus dem Baskenland, aus Irún und Tolosa, was Redings Ruf als ausgezeichneter Offizier mit hervorragenden militärischen Fähigkeiten begründete. Karl IV. beförderte ihn dafür zum Feldmarschall und übertrug ihm im portugiesischen Feldzug von 1800/01 das Kommando über die 4. spanische Division. Reding wurde zum Oberbefehlshaber der von ihm mit ihr eroberten Provinz Alentejo. Beim Ausbruch des el vómíto negro (deutsch: Gelbfieber) 1803 wurde er Mitglied des sanitarischen Ausschusses der Stadt Málaga, wo das Regiment in Garnison lag. Nach kurzer Zeit, als einziges nicht krankes Ausschussmitglied, bewältigte er zusammen mit seiner Truppe, die davon verschont blieb, diese Epidemie, 1804 ein zweites Mal, bravourös. 1806 schützte das Regiment Gibraltar, als sein Kommandant von Karl IV. zum Gouverneur von Málaga ernannt wurde, ein Amt, das er zur Freude der Einwohner zur Sanierung der Stadtkasse und städtebaulicher Unzulänglichkeiten der Stadt nutzte. Als 1807 Napoleon, unter dem Vorwand Portugal unter die Kontinentalsperre zu zwingen und die Vorbehalte der Spanier gegen diesen Nachbarn ausnützend, sehr rasch die iberische Halbinsel mit überlegenen militärischen Kräften überzog, brach ein Jahr später der Spanische Unabhängigkeitskrieg aus. Im Auftrag der Junta von Málaga zog er alle verfügbaren Truppen, mehr als 30'000 Mann, zur andalusischen Armee zusammen, die von der Junta in Sevilla in 5 Divisionen organisiert wurde. Reding erhielt, als Kommandant der 1. Division mit 8'000 Mann, darunter das Regiment Alt-Reding unter der Führung von Nazar Reding, den Auftrag, der Armee des französischen Generals Dupont, die schon über die Sierra Morena bis an den Guadalquivir nach Andújar vorgestossen war, den Weg abzuschneiden. Nachdem das 3. Regiment Nazar Redings die Stadt und das Schloss Jaén erobert hatte, gelang es Theodor Reding mit seiner und der 3. Division, Dupont nach Bailén zurückzudrängen. In der berühmten Schlacht bei Bailén, in der das 3. Regiment Alt-Reding zeitweise dem in französische Dienste gezwungenen 2. Regiment Reding gegenüberstand, gelang es ihm, mit dem unter hohen Verlusten errungenen Sieg über Dupont, der ersten Niederlage in ganz Europa der französischen Armeen überhaupt, den Nimbus der Unbesiegbarkeit der Truppen Napoleons zu zerstören. Es brachte ihm den Rang des General-Leutnants ein und verschaffte ihm in ganz Spanien einen nachhaltigen Ruf als Erretter, der bis heute anhält. Das 3. Regiment wurde anschliessend von der Zentralen Junta mit den Truppen unter dem Kommando von Theodor Reding nach Katalonien verschoben. Auch dort wurde Reding Oberbefehlshaber über die katalanische Armee und kämpfte von Tarragona aus im zähen Kleinkrieg gegen die französischen Invasoren unter General St. Cyr. Er starb 1809 an den Wunden, die er in der Schlacht bei Valls erlitten hatte. Später war das 3. Regiment (zusammen mit dem 1. und 4. Regiment) mit der Division volante (Kampftruppe ad hoc) von Enrique O’Donnell und Pedro Sarsfield kreuz und quer in Katalonien unterwegs sowie im Réduit in den katalanischen Bergen in Urgel und Berga. Mit einem Bestand von 1807 Mann, davon 557 Schweizer, war das Regiment 1808 in den Spanischen Bürgerkrieg eingetreten. Da während dieses Krieges, von der Schweiz abgeschnitten, die Nachrekrutierung nicht mehr möglich war, musste das Regiment 1810 wegen seiner grossen Verluste, nur durch Gefangene oder gelegentliche Überläufer gemildert, mit einer speziellen Ordonnanz auf 1 Bataillon mit 6 Kompanien verkleinert werden. 1812 musste Frankreich nach den Niederlagen in Salamanca und Vitoria gegen die Engländer, welche nach dem französischen Feldzug gegen Russland in Spanien durch die Truppen des Herzog von Wellington immer mehr die Überhand gewannen, die iberische Halbinsel räumen. Auch unter Ferdinand VII., dessen Zahlungen chronisch ausblieben, erholte sich der Bestand des 3. Regiments nicht mehr. Bei einer Inspektion 1819 in Mallorca, wo es nun stationiert war, zählte es noch 2 Chefs, 51 Offiziere und 507 Soldaten. Die Cortes von Cadíz legte seine Abdankung auf 1822 fest. Trotzdem wurde das Rumpf-Regiment mit Sack und Pack in Tarragona dem spanischen Linienregiment Cantabria No. 24 einverleibt und musste, da eine Revolution ausgebrochen war, gleich wieder ins Feld ziehen. Seine Entlassung verzögerte sich schliesslich bis zum Ablauf der Kapitulation von 1804 ins Jahr 1835. |                                                   |

| Bezeichnung, Einsatzdauer         | (26esp) Regiment Jung-Reding, Regiment 4 1743–1808 | (26esp) Regiment Jung-Reding, Regiment 4 1743–1808 |
| Jahr, Vertragspartner             | 1742, Josef Anton Reding aus Schwyz mit Philipp V., vertreten durch den spanischen Sondergesandten Don Blasio Jovér d'Alcazar, für 20 Jahre. |                                                    |
| Bestand, Formation                | 1 Regiment mit einem Sollbestand von 3 Bataillonen mit 800 Mann in 4 Kompanien zu 200 Mann. Organisation ab 1804 wie bei Regiment 1. |                                                    |
| Herkunft Kader, Truppe            | Werbekantone ab 1804: Nid- und Obwalden, Luzern, Zug, Aargau, Rheinau. |                                                    |
| Besitzer, Kommandant, Namensgeber | 1743 Karl Josef Reding aus Schwyz; 1751 Josef Ulrich Reding aus Schwyz; 1758 nochmals Karl Josef Reding; 1761 Ludwig Reding aus Schwyz; 1768 Karl Janser; 1769 Franz Thade Betschart aus Schwyz; 1797 Josef Dominik Betschart, mit Oberstleutnant Paul Schwitter und Major Franz Zay, alle aus Schwyz; 1809 Franz Zay; Kommandanten in Vertretung: 1810 Oberstleutnant Roman Hediger, 1815 Brigadier Felix Christen aus Urseren, 1826–1835 Oberst Roman Hediger, erneut. |                                                    |
| Einsatz, Ereignisse               | In der Kampagne von 1744 im Österreichischen Erbfolgekrieg nahmen die vier Schweizer Regimenter Jung-Reding, von Sury, Dunant und Alt-Reding in der Armee des spanischen Infanten Philipp an der verlustreichen Eroberung der piemontesischen Befestigungen bei Villefranche-sur-Mer und der Festung Mont Alban teil. Beim anschliessenden Vorstoss in die Grafschaft Nizza zeichneten sich die Schweizer Regimenter unter dem Prinzen Conti in der Schlacht bei Cuneo bei der Abwehr des Angriffs des sardinischen Königs Karl Emanuel III. auf die Belagerer der Stadt aus. Die Belagerung wurde aber letztlich doch angebrochen. 1746 beendete die längste und blutigste Schlacht bei Piacenza den Krieg in Italien und zwang die französisch-spanische Allianz endgültig zum Rückzug von der Apenninenhalbinsel. Die beteiligten Schweizer Regimenter hatten dabei den grössten Teil ihrer Offiziere und Soldaten verloren. Die Bestände konnten jedoch im nächsten Jahr wieder ergänzt werden. 1747 gehörten die Regimenter Jung-Reding, Dunant und Buch zur Truppe von Marschall von Belle-Isle, die aus der Provence die österreichisch-piemontesischen Truppen wieder in das Piemont und in die Lombardei zurückwerfen konnten. im selben Jahr verstärkten 2 Bataillone des Regiments (mit zwei des Regiments Dunant) die Verteidiger von Genua, gegen die österreichischen Angriffe von General Ferdinand Ludwig Schulenburg. 1749, nach dem Frieden von Aachen, der den Österreichischen Erbfolgekrieg beendete, reorganisierte Ferdinand VI. die spanischen Streitkräfte: das 3. Bataillon des Regiments wurde aufgelöst. 1757 wurden zudem die Kompanien von 200 auf 150 Mann reduziert. 1781/82 war das Regiment Teil der Brigade Ehrler (Brigadier Karl Ehrler, Kommandant des 3. Regiments als Chef, Oberst Hieronimus Buch vom 1. Regiment als 2. Kommandant), zusammen mit den Schweizer Regimentern Buch, von Thurn, Ehrler (Alt-Reding) und Betschart (Jung-Reding) im Expeditionskorps des Herzogs von Crillon nach Menorca zur Eroberung der englischen Festung San Felipe am Hafeneingang von Mahon. 1793, im Ersten Koalitionskrieg deckte Oberst Betschart mit 100 ausgesuchten Soldaten erfolg- aber verlustreich den fluchtartigen Abzug des englisch-spanisch-neapolitanischen Expeditionskorps aus Toulon. (Die erfolgreiche französische Belagerung von Toulon 1793 war das "Gesellenstück" des jungen Artillerieoffiziers Napoleone Buonaparte, das ihm den Rang des Brigadegenerals einbrachte, und im Folgejahr, nach der Genesung von der dabei erlittenen Verwundung, das Kommando der Italienarmee. Es war der Ausgangspunkt einer aussergewöhnlich steilen Karriere). 1798, auf den Balearen stationiert, gehörten 2 Bataillone des Regiments zur Besatzung auf Menorca, die bei der englischen Wiedereroberung der Insel mit dem Naturhafen von Mahon durch das Korps von Generalleutnant Stuart kapitulierte, aber freien Abzug erhielt. Vorher war eine Anzahl Bataillonsangehörige (gleichzeitig auch aus dem Bataillon des Regiments Jann) zum Gegner übergelaufen. Dieser bildete daraus das Regiment Stuart. Den Spanischen Unabhängigkeitskrieg begann es mit einem Überbestand, mit 2076 Mann, davon 585 Schweizer, und beendete ihn mit 755 Mann. Es war von den Balearen auf das Festland verlegt worden und an der Schlacht bei Bailén beteiligt. Es kämpfte auch nachher, meist in Bataillonsstärke zerstreut für und mit, bis zu dessen Tod, Theodor Reding in Katalonien. In der Schlacht bei Valls beispielsweise verlor es 23 Tote und 360 Gefangene. Später nahm es an der Verteidigung von Gerona und Tarragona teil. Zeitweise war das 4. Regiment (zusammen mit dem 1. und 3. Regiment) auch mit der Division volante (Kampftruppe ad hoc) von Enrique O’Donnell und Pedro Sarsfield kreuz und quer in Katalonien unterwegs sowie im Réduit in den katalanischen Bergen in Urgel und Berga. Schliesslich, nach dem Entschluss der Cortes in Cadíz zu seiner Auflösung, wurde sein Kader (zusammen mit demjenigen des 1. Regiments) von Ferdinand VII. wenig stilvoll als Eskorte einer Strafkolonie nach Mallorca und anschliessend auf die Insel Menorca in Garnison geschickt. Die Entlassung fand schliesslich 1835 statt. |                                                    |

## Spanien widersetzt sich Napoleon und, vergeblich, seinem König
Der Niedergang Spaniens am Ende des 18. Jahrhunderts unter Staatsminister Manuel de Godoy, dem Favoriten von Königin Maria Luisa, die an Stelle ihres schwachen Gatten Karl IV. herrschte, und der Sturz der französischen Bourbonen in der Französischen Revolution 1789–1799 führte letztlich 1807 zum Feldzug Napoleons in Spanien. Unter dem Vorwand, Portugal militärisch unter die Kontinentalsperre zu zwingen und die Ressentiments Spaniens gegen diesen Nachbarn ausnützend, war die Invasion der iberischen Halbinsel rasch vollzogen.
Napoleons Proklamation 1808 seines Bruders Joseph Bonaparte als König von Spanien, löste den Spanischen Unabhängigkeitskrieg 1808–1814 aus, der die Bourbonen zurück auf den spanischen Thron brachte und die Verfassung von Cádiz wieder aufleben liess.
| Bezeichnung, Einsatzdauer         | (27esp) Regiment Jann, Regiment 5 1793–1810 | (27esp) Regiment Jann, Regiment 5 1793–1810 |
| Jahr, Vertragspartner             | 1793, Unterwalden mit Karl IV. |                                             |
| Bestand, Formation                | 1 Regiment mit 3 Bataillonen von 800 Mann in 4 Kompanien zu 200 Mann. Organisation ab 1804 wie bei Regiment 1. |                                             |
| Herkunft Kader, Truppe            | Seit 1804: Unterwalden, Luzern, Rheinau (Zürich). |                                             |
| Besitzer, Kommandant, Namensgeber | 1793 Oberst Karl Jann aus Stans; 1804 Oberst Georg Traxler aus Stans, mit Oberstleutnant Josef Traxler, seinem Bruder, und Major Ludwig Christen aus Nidwalden; 1808 Oberst Felix Heinrich Christen (1810 in Gerona in Gefangenschaft geraten). |                                             |
| Einsatz, Ereignisse               | 1798 wurde ein Bataillon des Regiments, das kurz vorher in Palma einen Volksaufstand unterdrückt hatte, von Mallorca nach Menorca verlegt. Noch im gleichen Jahr wurde Menorca von England, das den Naturhafen von Mahon als Flottenbasis für seine Machtansprüche im Mittelmeer im Visier hatte, rückerobert. Das Bataillon des Regiments Jann wurde durch Desertionen stark reduziert, kapitulierte und geriet in Gefangenschaft, erhielt aber freien Abzug. Das Regiment bestand zu der Zeit mehrheitlich aus Nichtschweizern, darunter ungarische und polnische Deserteure. Eine Anzahl von 738 Angehörigen des Bataillons (und der 2 Bataillone von Rüttimann) soll bei der englischen Invasion 1798 zu den Engländern übergelaufen sein. Aus diesen Deserteuren bildeten die Engländer das Regiment Stuart. Oberst Jann selber wurde deshalb 1799 wegen Verdachts auf Verrat in Arrest gesetzt und erst 1802 als unschuldig mit den übrigen Offizieren wieder entlassen. Auch im spanischen Unabhängigkeitskrieg war dem Regiment Trachsler kein Glück beschieden. Aus der Garnison in Cartagena wurde das erste Bataillon 1808 nach Valencia verlegt. Unterwegs geriet es in unübersichtlicher Situation in die Marschkolonne des französischen Generals Moncey und wurde zusammen mit Trachsler gefangen genommen. Ein Grossteil der Mannschaft entwich in einem günstigen Moment und schlug sich wieder nach Cartagena zurück. Trachsler, einige Offiziere und 130 Mann mit der Regimentsfahne marschierten mit Moncey nach Madrid. Trachsler landete schliesslich wegen Landesverrat vor einem eigens zusammengerufenen Kriegsgericht in Valencia. Dieses stellte allerdings fest, dass der Entschluss zur Kapitulation ein gemeinsamer des Kriegsrates aller Hauptleute gewesen war. Trachsler setzte seine Karriere in Frankreich fort, für das Sympathien zu hegen, er offenbar bekannt war. Schliesslich wurden beide Bataillone unter Oberst Christen wiedervereinigt und als Regiment in Tortosa in Garnison gelegt, von wo es nach Lerida zur Verstärkung der Besatzung der Festung verlegt wurde. 1810, nach 32-tägiger Belagerung, kapitulierte Lerida vor den Truppen des französischen Generals Suchet und das Regiment Christen marschierte in Gefangenschaft nach Autun in Frankreich. Einige wurden später auf Ehrenwort in die Heimat entlassen. Die meisten Gefangenen kamen aber erst 1814 frei. |                                             |

| Bezeichnung, Einsatzdauer         | (28esp) Regiment de Courten, Regiment 6 1796–1808 | (28esp) Regiment de Courten, Regiment 6 1796–1808 |
| Jahr, Vertragspartner             | 1796, Wallis mit Karl IV. |                                                   |
| Bestand, Formation                | 1 Regiment mit 2 Bataillonen von 600 Mann in 4 Kompanien zu 150 Mann. Organisation ab 1804 wie bei Regiment 1. |                                                   |
| Herkunft Kader, Truppe            | Aus dem Wallis. |                                                   |
| Besitzer, Kommandant, Namensgeber | 1796 Jean-Antoine-Adrièn de Courten aus Siders; 1802 Joseph-Hyacinte-Elle de Courten aus Siders; 1806–1808 Oberst Jean de Preux (1808 in Bailén gefangen genommen). |                                                   |
| Einsatz, Ereignisse               | 1807, bei der französischen Invasion Spaniens, befand sich das 6. Regiment de Preux in Madrid und geriet mitten in die französischen Truppen. 1805 hatte die Republik Wallis mit Napoleon eine Militärkapitulation abgeschlossen, was de Preux veranlasste, sich Frankreich anzuschliessen. Er wurde, wie das 2. Regiment von Reding, dem Armeekorps von General Dupont einverleibt. Beide Regimenter gingen in der Schlacht von Bailén mit dem Armeekorps Dupont unter und wurden ausgelöscht. Dabei war aber ein Grossteil der Angehörigen des 6. und 2. Regimentes de Preux und von Reding, zum Kommandanten der spanischen Schweizer Brigade (bestehend aus den Regimentern Wimpfen, Alt-Reding und Betschart) und Sieger der Schlacht, General Theodor von Reding, desertiert. Aus ihren Reihen stammte der Grundstock der neuen andalusischen Regimenter Baza, Almeria und Santa Fé, die mit Theodor von Reding in Katalonien kämpften. Das von Charles Louis de Bon aus St. Maurice kommandierte Bataillon war 1809 an der Verteidigung von Gerona beteiligt. Es trat dann aber – das Wallis wurde im selben Jahr von Napoleon als französisches Departement Simplon annektiert! - in französische Dienste über, wurde 1810 abberufen und im folgenden Jahr in ein französisches Regiment eingegliedert. |                                                   |

| Bezeichnung, Einsatzdauer         | (29esp) Regiment Stuart, nicht regulär 1798–1818 | (29esp) Regiment Stuart, nicht regulär 1798–1818 |
| Jahr, Vertragspartner             | Vom britischen Oberbefehlshaber General Charles Stuart in Menorca 1798 gegründet, ohne jeglichen Einfluss der eidgenössischen Tagsatzung. |                                                  |
| Bestand, Formation                | 1 Regiment. Keine Angaben über Bestand und Organisation. |                                                  |
| Herkunft Kader, Truppe            | Deserteure aus den Schweizer Regimentern Rüttimann und Jann. Je nach Quelle soll es sich um 300 Mann, 738 polnische und ungarische Deserteure oder sogar 1'000 Deutsche, die als österreichische Gefangene von Frankreich für zwei Dollar pro Kopf an Spanien verkauft worden seien, gehandelt haben. |                                                  |
| Besitzer, Kommandant, Namensgeber | Brigadegeneral John Stuart gleichnamiger Truppenkommandeur unter Generalleutnant Charles Stuart, Kommandant des erfolgreichen britischen Expeditionskorps bei der Eroberung von Menorca 1798 mit der Festung San Felipe. |                                                  |
| Einsatz, Ereignisse               | Bei der Kapitulation der spanischen Truppen in Ciutadella auf Menorca, erhielten auch 2 Bataillone des Regiments Rüttimann und 1 Bataillon des Regiments Jann freien Abzug, allerdings ohne ihre Deserteure. Aus diesen soll der Truppenkommandeur unter dem britischen Oberbefehlshaber gleichen Namens das Regiment Stuart gebildet haben. Es wurde dann 1800 als Regiment Minorca (deutsch: Menorca) nach Gibraltar und 1801 nach Ägypten verlegt, wo es sich in der Schlacht von Alexandria unter General Abercromby gegen Napoleons Kavallerie auszeichnete, ein Infanteriefahne erbeutete, jedoch 300 Mann von 795 auf dem Schlachtfeld liess. Als Auszeichnung erhielt es 1802, als es aus Ägypten zurückgezogen wurde, den Namen Regiment Queen's Own Germans (deutsch: der Königin eigene Deutsche). 1803 unter General Moore im Shorncliffe Armeelager im Shorncliffe System trainiert und zur 95th foot of light infantry (deutsch: leichtes Infanterie-Regiment Nummer 95) geworden, kämpfte es von 1808 bis 1811 als Teil der Rifle Brigade (deutsch: Gewehr Brigade) unter dem Herzog von Wellington im Spanischen Unabhängigkeitskrieg gegen Frankreich in Portugal in der Schlacht bei Vimeiro und in Spanien bei Talavera sowie bei Albuera. Dieses britische Regiment mit (mindestens teilweise) schweizerischem Ursprung wurde 1818 aufgelöst. |                                                  |

| Bezeichnung, Einsatzdauer         | (30esp) Regiment Suizos de Aragón, nicht regulär 1808–1809 | (30esp) Regiment Suizos de Aragón, nicht regulär 1808–1809 |
| Jahr, Vertragspartner             | 1808 von Generalkapitän José de Palafox y Melci ohne Einfluss der eidgenössischen Tagsatzung gebildet. |                                                            |
| Bestand, Formation                | 1 Regiment mit einem Sollbestand von 800 Mann in 2 Bataillonen mit 4 Kompanien à 100 Mann. |                                                            |
| Herkunft Kader, Truppe            | Gebildet aus verschiedenen Detachementen, die Zaragossa bei der ersten Belagerung 1808 zu Hilfe geeilt waren. Ein grösserer Teil stammte aus dem 1. Regiment Wimpfen. |                                                            |
| Besitzer, Kommandant, Namensgeber | Kommandant war Oberst Stefan Fleury. |                                                            |
| Einsatz, Ereignisse               | Palafox gelang es 1808 mit seinem Korps nach 61 Tagen die Franzosen zum Abbruch der 1. Belagerung von Saragossa zu zwingen. Das Regiment Suizos de Aragón mit seinen einigen hundert Mann kämpfte in der Armee von Palafox von rund 15'000 Mann in der 3. Division von Brigadier José Manso y Solá an vorderster Front und tat sich mit entschlossenen, unerschrockenen Aktionen hervor. Hauptsächlich waren es zwei Schweizer Detachemente: Erstens eine Gruppe aus dem Walliser 6. Regiment de Preux von 79 Mann, geführt von Hauptmann Adrian Walker und einem Leutnant. Sie waren in der Schlacht von Bailén aus der französischen Zwangseinteilung desertiert. Sie wurden zur Verteidigung der Torre del Arzobispo (deutsch: Turm des Erzbischofs) 100 m ausserhalb des Arrabal (deutsch: die Vorstadt) auf der linken Seite des Ebro, dem Nordzugang zur Stadt, eingesetzt, den sie mit 84 Mann und 71 Gewehren bis zum Abbruch der ersten Belagerung halten konnten. Zweitens eine grössere Einheit aus dem 1. Regiment Wimpfen, geführt von Stefan Fleury, mit 361 Mann aus Tarragona, die nach dem Abbruch der ersten Belagerung eintraf. Sie hatte innerhalb eines Monats einen Zulauf von weiteren Schweizern, auch Ausländern und Deserteuren aus französischen Reihen (vor allem Deutsche und Polen) und wuchs auf spektakuläre 800 Mann an. Was Fleury veranlasste, bei Palafox die Aufstellung eines Regiments Suizos de Aragón gemäss der Kapitulation von 1804 vorzuschlagen, was dieser genehmigte. Bei der ersten Inspektion durch Palafox konnte Oberst Fleury mit seinem Adjutanten Hauptmann Walker einen Stab mit je einem Fähnrich, Kaplan und Chirurgen, insgesamt 666 Mann, davon 100 Spanier, in 2 Bataillonen von je 4 Kompanien vorweisen. Wiederum wurde ihm als Hauptauftrag der Torre del Arzobispo zugewiesen, aus dem er sich aber, mit schweren Verlusten von 300 Mann und selber verwundet, wegen des heftigen Angriffs der französischen Division Gazan in den Arrabal zurückziehen musste. Ende Jahr verfügte er noch über 496 Mann mit 2 Hauptleuten, 2 Leutnants, 1 Unterleutnant, 15 Wachtmeistern, 28 Korporalen und 445 Soldaten. Für einen mutigen Ausfall an der Spitze von 269 Mann erhielt er von Palafox ein rotes Band am Revers als Auszeichnung. Im Januar, mit Fleury und Walker verwundet im Hospital des Klosters San Francisco, übernahm ein mit fremden Truppen erfahrener spanischer Oberst Casamayor das Regimentskommando, das nun mit 337 Mann die Stellungen Arrabal, Misericordia und Magdalena besetzte. Mitte Februar, in der Endphase der Kämpfe, desertierten 50 Regimentsangehörige aus dem schwer unter Beschuss liegenden Arrabal zu den Franzosen. Diese legten die Vorstadt mit 56 Artilleriestücken verschiedener Kaliber in Schutt und Asche und sprengten das Kloster San Francicsco vor dem letzten grossen Angriff vor der Kapitulation. Der verwundete Fleury hatte die Explosion im Spital überlebt und hielt dort die Stellung mit einigen Getreuen noch zwei Tage, bevor er im Nahkampf einem französischen Bajonett zum Opfer fiel. Die Franzosen eroberten die Stadt, erbeuteten 18 Kanonen sowie 5 Feldzeichen und machten 2'900 Gefangene. Saragossa hatte kapituliert. Das Regiment löste sich 1809 nach der Kapitulation bei der 2. Belagerung von Saragossa auf, die die Stadt stark zerstört vom wochenlangen Artilleriefeuer, mit über 50'000 Toten und geplagt von Hunger und Typhus zurückliess. Die Erinnerung des Einsatzes der Schweizer Soldaten wird in Spanien hochgehalten: die Asociación Histórico-Cultural Teodoro Reding(!) (deutsch: Kulturhistorische Gesellschaft Theodor Reding) berichtet sogar von einem Reenactment (Nachstellung) der Belagerungen von Saragossa im Jahre 2009. |                                                            |

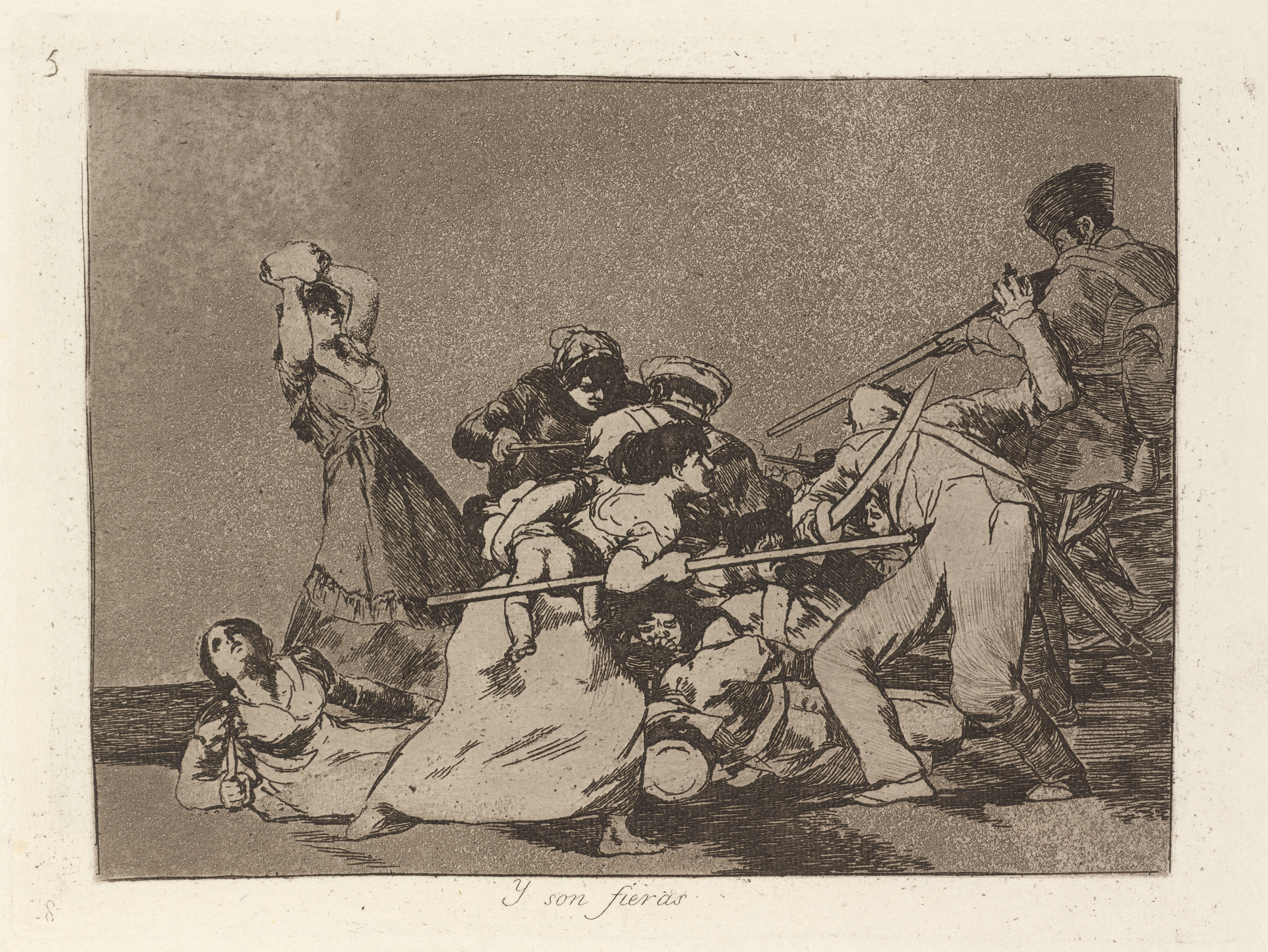
y son fieras
(deutsch: und sind ausser sich)
Francisco de Goya: Kriegsgräuel

Im Spanischen Unabhängigkeitskrieg, der mit äusserster Grausamkeit geführt wurde, erlitten die Schweizer Truppen in spanischen Diensten, abgeschnitten von der Schweiz, enorme Bestandesverluste und gerieten in Bailen sogar in eine verhängnisvolle direkte Konfrontation in gegnerischen Reihen. Die Truppen hatten unsägliche Strapazen zu ertragen und wurden schliesslich nicht mehr bezahlt.
Noch bevor die spanischen Bourbonen mit französischer Hilfe wieder zu einem absolutistischen Regime zurückkehren konnten, verkündete ein Dekret der Cortes, die Schweizer Regimenter seien 1823 aufzulösen. Doch 1823 beendete die französische Invasion die aufkeimende spanische Revolution. König Ferdinand VII. wurde aus der Hand der Revolutionäre befreit. Er setzte die versprochene Amnestie nicht in Kraft, hob die meisten Gesetzesänderungen der vergangenen drei Jahre auf und befahl skrupellose Vergeltungsmassnahmen gegen die Revolutionäre. Das Dekret zur Entlassung der spanischen Schweizerregimenter wurde nie ratifiziert.
Über Ort und Einsatz der Schweizerregimenter in und ab dieser Zeit vermitteln die Quellen spärliche Informationen.
Eine spricht von einem Totalbestand aller drei Regimenter von 300 Mann im Jahre 1823, bestehend mehrheitlich aus Invaliden oder altersschwachen Veteranen. Zudem hätten bereits im folgenden Jahr die hartnäckigen Demarchen der Betroffenen und dann der Vororte der Eidgenossenschaft sowie später des Bundesrates zur Eintreibung der auf über 1,2 Millionen Franken angewachsenen Soldrückstände angefangen. Erst 1893 sei diese Schuld von Spanien wenigstens teilweise abgetragen gewesen.
Eine Andere nennt als Abdankungsjahr 1835. Eine weitere zählt die Kommandanten bis 1835 auf. Mindestens auf dem Papier haben die Regimenter also noch bestanden.
1828 hatten die französischen Besatzungstruppen Spanien wieder verlassen und Ferdinand VII. regierte noch sechs weitere Jahre bis zu seinem Tode 1834.
1835, ein Jahr später, nach dem Ablauf der Kapitulation von 1804, war die Geschichte der Schweizer Truppen in spanischen Diensten offiziell und endgültig – mit Ausnahme der offenen Rechnungen – zu Ende.